# ウルトラマンX
『ウルトラマンX』（ウルトラマンエックス）は、円谷プロダクションが制作する特撮テレビドラマ。
キャッチコピーは「新たな物語が起動する」。
2015年7月14日から12月22日まで、『新ウルトラマン列伝』（テレビ東京系）内において全22話が放送された。

## 概要
『ウルトラマン列伝』および『新ウルトラマン列伝』内での番組内作品第6弾となる本作品は、「つながる力」をテーマにサイバー感を前面に押し出したヒーロー・ウルトラマンエックスと特殊防衛チーム・Xio（ジオ）の活躍を描くコミュニケーションストーリーとして制作されている。また、本作品の直前まで展開された『ウルトラマンギンガ』シリーズで確立されたスパークドールズを引き続き活用した作品となっているが、設定は異なる。
スタッフ面では『ウルトラマンギンガS』（2014年）の主要スタッフを中心に、映画『THE NEXT GENERATION -パトレイバー-』の辻󠄀本貴則や『ギンガ』のアベユーイチ、劇作家の柳井祥緒に加えて『明日の記憶』の三浦有為子などが参加。キャストは本作品が初出演となる若手俳優が多く選ばれている。
放送中に休止期間が存在していた前2作品と異なり、本作品は休止期間なしで放送された。
製作発表会見は2015年6月18日に東京ビッグサイトで行われ、監督の田口清隆に加えてキャスト陣や主題歌の作詞を手掛けたおちまさとが登壇した。

## あらすじ
15年前、突如発生した謎の太陽フレアウルトラ・フレアが地球を包み、各地で眠っていた謎のオーパーツスパークドールズが実体化するという怪事件が、世界各地で勃発した。人類はこれに対抗するため、特殊防衛チームXioを結成する。
そして現在。世界で最も頻繁に怪獣が出現する日本において、Xioの隊員にして怪獣との共存を望む青年・大空大地は、怪獣デマーガとの戦いの最中に神秘の光・ウルトラマンエックスと出会い、彼と「ユナイト」（一体化）する。かつて、ウルトラ・フレアから地球を守ったことでデータ生命体化したというエックスは、Xioが偶発的に開発したモンスアーマーの力も発揮しながら、怪獣化したスパークドールズとの戦いに挑む。
大地とエックスは、怪獣化したスパークドールズだけでなく宇宙の彼方や並行世界から襲来する異星人や怪獣との戦い、それらを追ってきた別次元のウルトラマンたちとの出会いや協力も経ていくが、怪獣化したスパークドールズが謎の黒い稲妻ダークサンダーエナジーによってさらなる狂暴化を遂げたことをきっかけに、より強固なユナイトでウルトラマンエクシードXへの進化を果たす。

## 登場人物

### 特殊防衛チームXio
大空 大地（）
本作品の主人公。怪獣との共存を望む心優しい20歳の青年。Xioの研究開発セクション・Xioラボの研究員だが特捜班のメンバーでもあり、怪獣との実戦にも赴いて分析や作戦立案を担当する。
15年前のウルトラ・フレアの影響で姿を消した考古学者の父・鷹志と物理学者の母・遥を探すため、研究員となった。この時の形見であったゴモラのスパークドールズを現在も大切にしており、遥が遺した電波受信機を通して宇宙からの「声」（宇宙から降り注ぐ電子を音に変換したもの）を聞いている。
怪獣デマーガとの戦いの中で謎の声によって神秘の光と一体化し、ウルトラマンエックスとして地球の脅威に立ち向かう。それ以降、スパークドールズに圧縮した怪獣をいつか元に戻して共存できる方法を発見するという夢を抱く。単なる理想主義者ではなく、怪獣と人間が共存できるのかというエックスの疑問に対しても前向きに答えるほか、「攻撃と捕食」の感情しか探知できず知的生命体の恐怖を餌にするスペースビーストに対しては即座に駆除の判断を示している。
高所恐怖症であり、初めてエックスとユナイトした際はかなり動揺している。また、本人は体力が不足しているらしく、第4話でのアスナとの格闘訓練や第13話でショウによる剣術特訓では圧倒されていた。第16話ではユナイトしようとするところをテレビクルーに目撃され、危うく秘密を露見されそうになっている。
第21話でアスナに今まで黙っていたことを謝罪し、エックスとのユナイトを経てグリーザに敗れ、エックスと共に生死不明になる。最終話でアスナの想いに応えたエクスラッガーによってエックス共々復活してグリーザに勝利した後、改めてエックスと共にXioへ帰還したが、自分が今までエックスであることを黙っていた罰として、神木や橘からすべての件についての始末書（報告書）を書くことを命令されてしまう。
劇場版では、ザイゴーグを倒した後にエックスから突然の別れを告げられるが、デザストロの襲来をきっかけに再びエックスと共に戦うことになる。

山瀬 アスナ（）
特捜班の実戦隊員にして本作品のヒロイン。当初は19歳であったが、第3話で20歳の誕生日を迎えた。格闘技と地上戦に長け、大地の護衛役としてバディを組む。厳しい性格だが、普段はおしゃれにこだわるなど年頃の少女らしい一面も見せる。ランドマスケッティの操縦を担当する。
幼少時は父親から剣道をやらされており、地区で一番強かったが（宇宙人ほど強くはない）、試合で初恋の男子を負かして泣かせてしまったという過去がある。その経験から、自身は「女の子が普通でいられない世界なんて間違っている」と認識しており、この認識を基におしゃれをするようになる。そのため、自分の髪や私物を汚された場合には激しい怒りを露わにする。
当初は大地の行動を理解できずトラブルに巻き込まれてばかりであったが、次第に戦いの中で焦燥感を抱く彼のことを気遣ったり、ゴモラとの関係にも深く理解を示していく。サイバーゴモラの実戦投入後は自分で運用して戦うことも多く、ゴモラがダークサンダーエナジーを浴びて暴走した際は体を張ってゴモラの心に自身の想いを訴えかけたほか、最終話では大地を無の世界から救い出すため、エックスのカラータイマーに広がる電脳空間へ突入した。

風間 ワタル（）
特捜班のメンバー。24歳。お調子者で不器用だが正義感が強い性格。射撃の名手かつ抜群の運動神経の持ち主で、高校時代はラグビー日本代表として活躍していた経歴を持ち、現在もXioのラグビーチームに所属している。また、宇宙飛行訓練の成績が優れていたため、スペースマスケッティの操縦も担当する。
経験のない物事には躊躇するが、うまくいくと興奮する傾向にある。『ローマの休日』をはじめとする、恋愛ものの映画を好む一面もある。幼馴染の菜々子に恋心を抱いていたが、彼女がハヤトと親密になったため、人知れず失恋した。
かつての自分と同様にラグビー選手として活躍している弟・イサムがいる。

貴島 ハヤト（）
特捜班のメンバー。24歳。クールでストイックな性格。ワタルとは同期入隊であり、互いに認め合いながらも時に衝突することもあるライバル関係。スカイマスケッティの操縦を担当している。第16話のXio取材テレビ番組放映後には、ほとんどしゃべっていないと愚痴っていたが、大地から「いつものこと」と言われていた。第21話では、実家が長野の老舗手打ち蕎麦屋であることが語られている。

三日月 マモル（）
Xioラボの天才科学者。20歳。グルマンの発明の設計を担当する。パズルと数学が得意。滅多なことでは感情を荒らげない。語尾に「っしょ」「っす」と付けるのが口癖。エキセントリックな性格のルイと比べると常識的な性格をしており、第16話ではグビラの出現に興奮して近づこうとする彼女を制止し、逃走を促した。
- 演ずる原田隼人は、もともとはワタル役候補でオーディションを受けたが落選。しかし、原田の持つキャラクターに好感触を感じた田口監督の意見により、マモルのキャラクターを原田寄りに調整したうえでキャスティングされることとなった。

高田 ルイ（）
Xioラボのメンバーで、数々の発明を海外留学中に手掛け、マモルにスカウトされてXioに入隊した18歳の天才少女。個性的なファッションに身を包むムードメーカーで、愛称は「ルイルイ」。了解した時の「ガッテンテン」など、独特な言葉使いも多い。エレキングがお気に入り。第5話では、出会ったウルトラマンゼロに「ゼロ様」と呼ぶほど惚れ込んで終盤には一緒に写真を撮り、SNSにアップしていた。
- 企画当初は「天才肌で影のある美少女」というイメージであったが、オーディションで台詞を言いこなせたのが百川晴香だけであったため、それに合わせて突き抜けたキャラクターとなっていった。

山岸 タケル（）
Xioオペレーション本部の管制・通信などを担当する専任オペレーター。職務に忠実で、毎日のボイストレーニングを欠かさない。こよなく小動物を愛し、料理を得意とする。第22話では、神木隊長やチアキと共にエックスのカラータイマーを死守するため、実戦に参加した。

松戸 チアキ（）
Xioオペレーション本部の怪獣の出現エリアをアナウンスする専任オペレーター。趣味の音楽でタケルと意気投合している。第22話では、神木隊長やタケルと共にエックスのカラータイマーを死守するため、実戦に参加した。

橘 さゆり（）
Xio日本支部特捜班副隊長。40歳。情報分析・作戦立案を担当する。Xioの母親的存在であると同時に、自身もまた女児2人を育てる母親である。元ハイパーレスキュー隊員という経歴の持ち主。怪獣災害に対しては人命救助を第一とし、そのためなら怪獣撃滅もやむなしという考えを持つ。
チーム星雲と暗黒星団チームのラグビー試合の時には神木とともに興奮していたが、自分以上にテンションを上げる神木に若干引いていた。
第20話では、カナダにいた娘のピンチに際してウルトラマンネクサスに適能者（）として選ばれ、ネクサス アンファンスへ変身してベムラーと戦った。自分がウルトラマンに変身したことに戸惑い、一時は任務を離れて勝手に家族を助けたとして自らを謹慎処分とするように神木に頼んだが、大地や娘たちの言葉に吹っ切れた。その後は、ダークサンダーエナジーによって凶暴化したバグバズンブルードに対し、ネクサス ジュネッスに変身してエックスと共闘する。バグバズンブルードの撃破を経てネクサスと分離した後、エックスの正体であると気付かないまま、大地にネクサスからの伝言を伝えた。
- 第20話で橘が変身するという展開は、橘の主役回がなかったことと、『ウルトラマンネクサス』で副隊長・西条凪がネクサスに変身する展開が中途半端に終わっており、女副隊長という共通点から想起された。

神木 正太郎（）
Xio日本支部特捜班隊長。48歳。「敵を倒すのではなく理解に努める」という信念の持ち主であり、犯罪を犯した宇宙人が相手でも、あくまで情に訴えて事情聴取を行っている。宇宙の亡命者であるゴールド星人tE・rUを巡っては、考え方の違いで上官の南川と衝突したこともある。
普段は冷静だが、チーム星雲と暗黒星団チームのラグビー試合の時には橘とともに興奮して歓声を上げていた。
物語開始の11年前は航空自衛隊のエースパイロットであり、任務が重なった結果、妻の雪の最期を娘の裕美に看取らせてしまったという悲痛な過去を持つ。それ以来、隊員服の胸ポケットには自戒として、裕美の描いた彼女の悲しみを表現した一枚絵を持ち歩いている。
第15話でサイバーゴモラを運用した際は、ボクシングのような動きでゴメスと互角の戦いを繰り広げた。

ファントン星人グルマン

Xioラボで大空大地たちと共に研究・開発に努める個体で、メンバーの多くから「グルマン博士」と呼ばれている。流暢な日本語でメンバーとコミュニケーションを取っているほか、『メビウス』の登場個体は母星の食糧危機を救った偉人として崇められていることを明かしている。宇宙人や宇宙怪獣の情報などにも詳しく、Xioの武装やメカニックが実用化された要因の多くは自身の持つ科学力の賜物であるが、宇宙でも無類の大食漢であるため、他の個体と同じく食欲は非常に旺盛かつ悪食で、食事は1日に13度を要したり、食後に眠りにつく習性を持っていたり、ラボチームの高田ルイが開発した透明リキッドを勝手に飲んで効果が出始めてから慌てたりするなど、周囲から迷惑がられる一面も見られる。
第2話では、ウルトラマンエックスの体がデータによって構成されていることを大地から聞かされていたため、とっさの閃きでバードンに苦戦するエックスにサイバーゴモラのデータを与えることでパワーアップを図るプランを提案し、ゴモラアーマーとして逆転のチャンスを作り出すことに成功する。
第5話では、大地が姿を消した先からエックスが姿を現すところを目撃したことで大地とエックスの関係に気付いたらしく、ウルティメイトゼロのサイバーカードをさりげなく大地に託した。また、母星の由来でウルトラマンゼロやウルトラマンマックスなどといったM78ワールドのウルトラマンたちについてもすでに認識しているが、ギンガやビクトリー、ネクサスについては認知していなかった。一方、M78ワールドのウルトラマンと共闘経験のあるティガ・ダイナ・ガイアのことは知っていたなど、M78ワールド以外のウルトラマンの知識にはムラがある。
最終話では、グリーザの猛攻に破壊されていくラボから、ルイに電脳世界へ潜行中のアスナを連れての脱出を命じると、自分は保管していたスパークドールズもろとも天井の崩落に巻き込まれてしまうが、幸運にも瓦礫の隙間に挟まって大した負傷もせずに済んだらしく、グリーザの消滅後には自力で這い出ている。
劇場版では、初代ウルトラマンを召喚するためにベーターカプセルを開発するが、召喚に失敗して大爆発を起こしてしまう。その後、初代ウルトラマンのサイバーカードとウルトラマンティガのサイバーカードを制作し、エックスにベータスパークアーマーを纏わせた。

### UNVER
南川 大輔（）
UNVER日本支部支部長。
ゴールド星人tE・rUの起こした騒動を聞き付けてオペレーションベースXを来訪し、ガーゴルゴンがtE・rUとルディアンを狙って地球に襲来した際は当初、彼の地球外への追放を命じた。そこにエックスの敗北も重なり、UNVERの総力をもって弾道ミサイル「ペルセウス」によるガーゴルゴンの殲滅に乗り出すが通用せず、tE・rUとXioの共同作戦に託すこととなる。ガーゴルゴン掃討後はXioの卓越したチームワークを目の当たりにしたこともあり、神木に「いいチームに育ったな」と労いの言葉を贈った。
- シリーズ構成の1人である小林弘利によれば、かつて神木をXio隊長に推薦したその人であるとのこと。

### 大空家
大空 鷹志（）
大地の父。大学院で生物の圧縮固形化を専攻していた考古学者であり地球のオーパーツであるスパークドールズの研究にも努めていた人物。それ以前にも地球上で「太古の遺物」を発見し、その地に妻の所属する宇宙電波研究所を設立した過去を持つ。
15年前に起こったウルトラ・フレアの事件の際、妻である遥を救出しようと大地にゴモラのスパークドールズを託して電波研究所に突入したものの、研究所もろとも消滅・行方不明となってしまった。
大空 遥（）
大地の母であり鷹志の妻。宇宙電波を研究する物理学者として宇宙誕生の謎と神秘の解明に尽力していた。また、かつて「宇宙からの電波には未来からのメッセージが混在している」という仮説を提唱していたことが息子の口から語られている。
ウルトラ・フレアの惨劇が起こった夜は宇宙電波研究所におり、そのまま助け出そうとした鷹志や研究所もろとも消滅・行方不明となってしまった。
しかし第20話において、大地は電波受信機から彼女とおぼしき声をキャッチする。

### Xioの関係者
風間 イサム（）
第9話に登場。ワタルの弟。20歳。
兄の背中を追いかけて大学生ラグビー選手となったものの、思うように戦績を挙げられずヤケを起こして寮を脱走し、ナックル星人ナクリ、バルキー星人ハルキ、イカルス星人イカリが住むシェアハウス「星雲荘」を訪れ、共同生活を送ることになる。当初は彼らが宇宙人であることを知らなかったが、正体を知っても彼らに悪意がないことを理解しXioへの通報を止めたり、庇ったりした。その直後、ひょんなことから彼らと共に「チーム星雲」を結成し、ババルウ星人率いる暗黒星団チームとラグビー勝負を行うことになる。その実戦ではババルウ星人やケムール人の反則的な戦法に51対0まで追い込まれるも、後半戦で怒りを爆発させて逆転し、52対51で勝利した。暗黒星団がウルトラマンエックスに撃退された後は、顧問やチームメイトたちの励ましもあり、寮に戻っていった。
- 企画段階ではワタルの弟を登場させる案のほかにワタル本人が宇宙人と関わるという案も考えられていた。

神木 裕美（）
第15話に登場。神木の一人娘で、日産自動車の店舗に勤める21歳。
11年前に母の最期を単独で看取って以来、時には家族よりも優先せねばならない父の職務を理解しながらも内心苦しみ続け、そのまま父娘の会話が途切れてしまっていた。
第15話で尾形大助という男性との結婚を父に報告するも、彼の多忙さを理解してのことか、招待状に添えられた一文は「暇なら来てください」と素っ気無い物であった。それがきっかけで久々に父と再会するが、やはり父娘の会話はぎこちなく、「本当は式に来て欲しい」という本心を伝えられずにいた。
結果的に、父は街に現れたゴメス（S）を撃退するため式には間に合わなかった。だが式を挙げ夫や参列者が帰宅した後もチャペルに残り、父を待ち続ける。それは、11年前の哀しき記憶からようやく一歩踏み出した父娘二人だけのヴァージンロードを歩くためであった。
劇場版では、その後親子の仲が少しずつ修復され、手作りの菓子を父に渡していることが語られる。
橘 かおる（） / 橘 みちる（）
第16話・第20話に登場。橘の実娘の姉妹。母親への尊敬の念は深い。
第20話ではカナダのキャンプ場にいた所をベムラーに襲われるがウルトラマンネクサスに助けられる。
橘 祥吾（）
第20話に登場。さゆりの夫。職業は医師で、怪獣災害を避けるために2人の娘を連れ、カナダへと移住している。娘たちを救ったネクサスを目撃した時、何かを悟ったようにしていた。
- 演じる川久保拓司は『ウルトラマンネクサス』で主人公・孤門一輝役を務めており、本役は設定上別人だが孤門を意識した演技を行っている。当初、川久保の出演予定はなかったが制作統括の岡崎聖の提案により起用された。

相沢 サクラ（）
第17話に登場。怪獣災害から逃れるため、母のかおりと共に田舎町の多々良町に引っ越してきた少女。9歳。
新居がいわくつき物件であることの主たる原因なピグモンと出会い、一緒に遊ぶことで次第に親交を深めていく。ピグモンが大衆の面前に姿を現した際も、ピグモンの友好性を信じ、また自分たちが「友達」同士であることを主張し続けた。
そして事態の収束後もピグモンとは友達の関係が続いており、大地の掲げる「怪獣との共存」を小さな形ながらも実現させた。
菜々子（）
第18話に登場。幼馴染のワタルに紹介された縁で「喫茶 りんどん」のアルバイト店員として働く24歳。
店で出会ったハヤトと仲睦まじい関係になっていく一方、ワタルに対しては幼馴染以上の感情を持っていなかったらしく、彼が密かに抱く想いには気付きもしなかった。それゆえにワタルは失恋の憂き目に遭ってしまう。

### その他
トウマ・カイト
第8話に登場。『ウルトラマンマックス』の主人公。かつてウルトラマンマックスと一心同体になり怪獣や侵略者と戦ったチーム・DASHの隊員。カイト本人はギガバーサークを倒した後にマックスと分離したため、今回はマックス自身がカイトの姿を借りて登場する。
劇場版ではマックスの姿としてのみだが、サイバーカードから召喚される形として本作品の世界を再び訪れ、ザイゴーグが放ったツルギデマーガをスイスのジュネーヴにて迎え撃つ。
- 青山草太は本作品では上記の設定に沿い、マックスの人格に寄せて演じている。また、DASHの制服は『マックス』当時のものを着用している。

杉田 アリサ（）
第13話・第14話に登場。別世界の特捜チーム・UPGの隊員。ウルトラマンビクトリーとモルド・スペクターとの戦いに巻き込まれる形で本作品の世界を訪れ、グア軍団に捕らえられたショウを奪還するため、Xioと協力することとなる。
ショウ
第13話・第14話に登場。『ウルトラマンギンガS』『ウルトラファイトビクトリー』の主人公。UPG隊員であり、ウルトラマンビクトリーに選ばれた者。グア軍団からはジュダ・スペクターの仇として恨みを買われており、彼の兄であるモルドとの戦いの中で軍団に捕らえられ、特殊なマスクを装着されてしまう。自力で脱出した後はXioに保護され、マスクを外される。大地とエックスのことはウルトラマンゼロから聞かされており、「自分はゼロより厳しい」と豪語しつつ、剣さばきの未熟な大地に特訓を課す。大地の理想については自身とシェパードンの関係を挙げ、その夢を後押しする。
- 軍団に装着させられたマスクは、『ウルトラマンレオ』第34話で郷秀樹がアシュランに装着させられた特殊なマスクへのオマージュである。

礼堂 ヒカル（）
第13話・第14話に登場。『ウルトラマンギンガ』『ウルトラマンギンガS』の主人公で、ウルトラマンギンガに選ばれた者。また、アリサやショウと同じくUPG隊員でもある。ビクトリーとモルドの初戦では加勢できずに取り残されてしまうが、モルドがさまざまな宇宙から部下を招集しようとした隙を突いて本作品の世界に到達したうえ、その道中で宇宙人たちを一掃している。大地の理想については自分の思いを語ると共に、怪獣との共存を実現させた春野ムサシとウルトラマンコスモスの話や、カプセル怪獣という相棒を持つウルトラセブンの話を過去の成功例として挙げ、彼の夢を後押しする。

## ウルトラマンエックス
かつてウルトラ・フレアから地球を身を挺して守った際に電磁波を浴びて肉体を失い、デジタル状の粒子（データ生命体）と化したウルトラマン。大空大地の持つ固有の周波数に引き寄せられる形で彼の命を救い、共に戦うことになる。「ウルトラマンエックス」という名前は、人類にとって「未知の超人」であることから大地によって名付けられたものである。普段はエクスデバイザーに自らのデータを宿し、大地が自身のスパークドールズをリードすることで一体化（「ユナイト」と呼称）し、一時的に実体化する。X字型のカラータイマーは、必殺技発動時やモンスアーマー装着時に黄色く発光する。また、星間を超高速移動する際には全身を赤い球体に変化させる。
ユナイト中も意思は大地と独立しており、彼に戦闘の助言を送ることがある一方、モンスアーマーの装着に戸惑ったり、平時でもエクスデバイザーを介して余計なことを口走って大地に注意されたりするなどのコミカルな一面や、第5話でウルトラマンゼロの写真を撮ろうとしたルイに邪魔者扱いされて憤慨したり、第16話で戦闘終了後にXioを取材していたスタッフからのインタビューへの回答に「無愛想な宇宙人と思われたくない」と悩んだ末、ジェスチャーを駆使して律儀にノーコメントの意を示してから飛び去ったりするなど、内省的な大地とは対照的に天然で人間味溢れる一面も見せる。
ウルトラマンゼロやウルトラマンマックスのことは知らずに初対面しており、ゼロには戸惑いながらもタメ口で、マックスには敬語で接している。また、劇場版ではウルトラマンティガのことを「過去に地球を訪れた仲間かもしれない」と分析している。
劇場版では本来の肉体を取り戻したが、それができたのは「大地たちの希望の光のおかげ」と語っている。
- デザインは後藤正行が担当した[33][34]。「アーマーを着たウルトラマン」という発注であったため、甲冑をモチーフとしているウルトラセブンタイプではなく、初代ウルトラマンタイプでデザインされた[33]。配色は、ウルトラマンビクトリーの評判が良かったことから、黒が取り入れられた[33]。最初はキーコンセプトが決まっていなかったが、いくつかのデザインの中からサイバーメカニックのデザインのものとなった[35][34]。変身アイテムが防衛隊の通信機器になることも決まっていたため、多少メカニカルな要素も取り入れている[34]。頭部のサイバーテイストは、映画『トロン』を意識している[33][34]。サイバーということから、光る部分としてヘッドフォンのような意匠を両耳に付けている[36][34]。サイバーとメカニカルのイメージから全身のラインは直線的であり、先端は尖らせると逆に異質に見えることから角をあえて付けている[34]。サイバー的なモールドが目の内側に入っていたが、電飾の明かりの都合から映像ではよく見えなかったという[36][34]。
- パイロット版を監督した田口清隆は、第1話から第3話のアクションでは初代ウルトラマンの戦い方を意識している[37]。これは大地とエックスがまだ噛み合っていないことを演出しており、続く監督がアクションを得意とする坂本浩一であることも計算に入れていた[37]。
- インナースペースでの描写はプロジェクターが活用されている[31]。
- 田口の担当回では、エックスの着地時に土砂が円を描く「スパイラル着地」と称する演出を試みている[38]。特撮にかけられる時間が少ないため、毎回違った方法で試行錯誤しており、操演技師の根岸泉は「もう一度チャンスがあれば田口の狙いに近づけられた」と述べている[38]。
- 掛け声は1018倍を表す「エクサ」に由来し、デジタル用語としてギガやテラの上位であることを表すと同時に、「エックス」や「戦（）」ともかけている[39]。
- 最終章でのカラータイマーが地面に突き刺さっている描写は、『ウルトラセブン』第39話・第40話をオマージュしている[40][41]。

### 装備
エクスデバイザー
大空大地の持つジオデバイザーが、ウルトラマンエックスのデータが宿ったことによって変化したもので、カラーリングが金を基調としたものとなっている。エックスへの変身アイテムであると同時にエックスとの会話アイテムでもあり、その際には画面にエックスの線画が映される。何らかの理由でエックスが離れると元のジオデバイザーに戻ってしまう。
上部のボタンを押して側面のパーツをX字に展開したXモードに変形させるとエックスのスパークドールズが出現し、リードして「ウルトラマンエックスと、ユナイトします」の音声ナビが流れてから「エックスー！」と叫びつつ高く掲げるとX字の光に包まれ、「エックス、ユナイテッド」の音声ナビと共にユナイトを完了する。ユナイト中もインナースペースにいる大地が所持しており、サイバーカードをリードすることで「（サイバーカード名）、ロードします」の音声ナビと共にモンスアーマーを装着し、完了時に「（サイバーカード名）アーマー、アクティブ」の音声ナビが流れる。この状態で○ボタンを押すと、アーマーに対応する必殺技の発動準備に入る。さらに、エクシードXのスパークドールズをリードすることで「ウルトラマンエックス、パワーアップ」の音声ナビと共にエクスラッガーを出現させる。
- 「X」をモチーフとしたデザインは、ウルトラマン同士またはウルトラマンと怪獣の力を掛け合わせるという企画イメージから発想されたもので、番組タイトルが決定する前に提案されていた。

マックスギャラクシー
第11話で初登場。ウルトラマンマックスから与えられたサイバーカードによって、彼の持つマックスギャラクシーを召喚する。
オリジナル同様、先端から光の刃を発射するギャラクシーカノンが決め技。

### 必殺技・能力
必殺技発動時は大地と共に技名を叫ぶ。
ザナディウム光線
エックスの必殺光線。両腕を左側へいったん振りかぶってから胸の前でX字にクロスさせ、大地とエックスが技名を叫んで発射する。この光線を受けた怪獣の生物情報は強制データ化し、スパークドールズへ収縮されるが、猛烈なエネルギーが発生するため、大爆発を伴う。なお、大地とのユナイトが最高潮に達した際に初めて発射可能となるため、他必殺技のように即座に用いることはできない。
- 小林弘利は当初、技名として「ザナドゥーム光線」を提案していた。
- 大地役の高橋健介は、怪獣との共存を目指す大地が怪獣と戦うことに疑問を抱き、メイン監督の田口清隆と2時間の議論の末、ザナディウム光線は麻酔銃であるという解釈に結論づけている。

Xスラッシュ
右腕から光エネルギーを矢じり型のスラッシュ光線にして放ち、敵を切り裂く技。左右の腕から連続して放つXダブルスラッシュというバリエーションもある。
アタッカーX
両腕・両脚をX字に開いて全身から放射するX字の高熱火炎。
ピュリファイウェーブ
怪獣の心を鎮静化させたり、邪気を鎮めるために右手から発射する浄化光線。空間に発生した次元の歪みを修正することも可能。
Xバリアウォール
体の前面に壁状に展開する光の壁。
Xバリアドーム
半球状に自身の体の周囲を覆うバリア。
ウルトラマンXパンチ
一撃で敵のボディを打ち砕くパンチ。
ウルトラマンXキック
全身のエネルギーを右脚に集中し、敵の弱点目掛けて打ち込む必殺キック。ストレートキックやジャンプキックなどのバリエーションがある。
ウルトラマンXチョップ
手刀に全身のエネルギーを集中させて勢いよく振り下ろす。
Xクロスチョップ
両腕を交差させ、右手にエネルギーを集め、X字を描くように繰り出すチョップ。
Xクロスキック
両腕・両足を開き、全身で作ったX字の姿勢からエネルギーを集中した右脚で繰り出す飛び蹴り。
突進攻撃
両腕を交差させ、前方に素早く跳躍突進し、怪獣の弱点に激突する。
このほか、第10話では膝から電撃を放つ能力によりホオリンガの触手を逃れている。

### モンスアーマー
インナースペースにいるユナイト中の大地がエクスデバイザーでサイバーカードのデータをロードすることにより、エックスが装着できる電子的に怪獣の能力を再現した科学の鎧。ファントン星人グルマンの提案で偶発的に生まれたものであってエックス本来の能力ではなく、大地曰く「地球人のサイバー怪獣技術とエックスのコラボ」である。ウルトラマン由来の場合は「サイバーアーマー」と呼ばれる。カラータイマーも覆う胸部アーマーには、総じて黄色いX字の意匠が存在する。着用時はエックスの体重が約1万トン増加する。必殺技名は、主に大地が叫んでいる。
- サイバーと名前に付いていることから、ロボット怪獣と解釈して、それが展開してアーマーになるイメージとなっているが、実写化では怪獣のボディ全体が展開してアーマーになるというのは難しいということから、特徴的な部分がアーマーになるコンセプトとなった[36][34]。

ゴモラアーマー
第2話で初登場。サイバーゴモラのデータを使用。
サイバーゴモラの腕を模した両盾には「G」の文字があしらわれ、両肩の兜角アーマーがサイバーゴモラの角を模した形状になっている。
頑強な防御力と腕力を持ち、両腕のアームアーマーの巨大なクローを駆使したパワフルな戦法を駆使する。両腕のアームアーマーから放射するサイバー振動波ゴモラ振動波が決め手。この技にも相手をスパークドールズへ収縮する力がある。サイバーゴモラが実体化可能になってからは長らく登場していなかったが、『劇場版 ウルトラマンオーブ 絆の力、おかりします!』にて久々に登場した。
- 胸部アーマーはゴモラの二本角をアレンジしている。

エレキングアーマー
第3話で初登場。サイバーエレキングのデータを使用。
サイバーエレキングの腕を模した右腕のU字型のアームアーマーには「E」の文字があしらわれ、左肩のヘッドアーマーがサイバーエレキングの顔を模した形状となっている。
アーマーに蓄積された電気エネルギーは、ルイ曰く「一晩中、遊園地の電力を賄えるほど強力」である。右腕のアームアーマーから放つ電撃を駆使して戦い、鞭状の電撃電磁鞭を相手に巻きつけて拘束することもできる。アームアーマーから青・黄・緑の3色の高圧電流を放射して感電させた敵を爆破させるエレキング電撃波が決め手。この技にも相手をスパークドールズへ収縮する力がある。
- デザインを担当した後藤正行は、変化を付けるために、エレキングは顔が特徴であるという考えから左肩に意匠を取り入れた。
- エレキング電撃波の作画は、『ウルトラマン』でスペシウム光線の作画を手掛けた飯塚定雄が担当した。

ウルトラマンゼロアーマー
第5話で初登場。ウルティメイトゼロの能力をグルマンが研究開発して完成させたアーマー。
怪獣の力ではないため、モンスアーマーではなくサイバーアーマーに分類される。
外見はほぼウルティメイトイージスそのものだが細部が異なり、脇の下にはモンスアーマーのものと同形状のベルトが設けられている。ウルトラ・フレアによって突発的に生じた宇宙の歪みを感知することで、ウルティメイトイージスと同じく時空を突破して別宇宙へ行く能力を持つ。決め技は劇中未使用だが、データカードダス『ウルトラマン フュージョンファイト!』ではX字型の衝撃波をウルティメイトゼロソードから放つソードレイ・クロス・ゼロを決め技としており、『ウルトラギャラクシーファイト ニュージェネレーションヒーローズ』ではファイナルウルティメイトゼロを使用している。
ベムスターアーマー
第7話で初登場。サイバーベムスターのデータを使用。
両肩のアーマーには「B」の文字があしらわれ、胸部はサイバーベムスターの顔を、左腕のシールドアーマーがサイバーベムスターの腹部を模した形状になっている。
シールドアーマー万能吸引口で敵の光弾や破壊光線を吸収し、地面に爪を突き刺してから跳ね返すベムスタースパウトが決め手。シールドアーマーは投げ付けて攻撃に使用することもできる。
- モンスアーマーはエックスの腕にサイバー怪獣の腕パーツが付くというのが基本だが、盾やエネルギーの吸収板のようなイメージで腹部を腕に付けている。胸部アーマーは嘴をアレンジしたものとなっている。ベムスタースパウトの動作は、画コンテを担当した西川伸司が盾の爪を活用するために考案した。

ゼットンアーマー
第8話で初登場。サイバーゼットンのデータを使用。
サイバーゼットンの手を模した両腕のアーマーには「Z」の文字があしらわれ、胸部アーマーがサイバーゼットンの胸部を、肩部アーマーがサイバーゼットンの眼をそれぞれ模した形状となっている。スラン星人クワイラに操られていた際には、胸部の黄色い部分が黒くなっていた。
体の周囲に発生させたクリスタル状のバリヤー光波バリヤーによる防御、アームアーマーから放つ火球や波状光線、テレポートなどゼットンの豊富な能力を再現可能で、光波バリヤーを纏って回転突進するゼットントルネードや胸部アーマーから強力な超高熱火球を発射するゼットン火炎弾が決め技。『ウルトラギャラクシーファイト ニュージェネレーションヒーローズ』では強力な光弾を腕から連射するゼットン光弾を使用している。
初装着時にはクワイラの罠によりエックスの意思に反して操られる事態に陥ったが、サイバーエレキングのカードを利用して強引に支配から脱した大地により、エックスが完全に制御できるようになった。
- デザインを担当した後藤正行は、ゼットンは顔を感じさせない怪獣であることから、胸部アーマーは胸部の光る部分を強調したデザインとした。また、肩に頭部の目のような突起をアレンジしたものを付けている。
- 第8話脚本の林壮太郎と監督のアベユーイチは、「ゼットン=火球」という予想を覆そうという考えからゼットントルネードを必殺技に用いた。なお、放送を見たシナリオライターのたけうちこうたには、「超電磁スピン」と評されている。

ハイブリッドアーマー
最終話に登場。全サイバーカードをロードしてエクシードXの力を集結させて誕生した最強形態。
胸部と右肩がゴモラアーマー、左肩がエレキングアーマー、右腕がゼットンアーマー、左腕がベムスターアーマーと4種のモンスアーマーが装着される。エクスラッガーも使用可能。ザナディウム光線と同じ予備動作を行い、サイバー怪獣たちのエネルギーを集中させて胸部アーマーから発射するウルティメイトザナディウムが決め技。
- ハイブリッドアーマーの登場は、番組最後のサプライズとして最終話放送時点まで情報を秘匿されていた。この形態は企画段階で構想されたものではなく、エレキングアーマーとベムスターアーマーのスーツ完成に伴うチェックの際、製作統括の岡崎聖によって発案されたアイデアを最終章向けにブラッシュアップしたものである。脚本ではXio隊員たちがウルトラマンのサイバーカードを用いてエックスをパワーアップさせるという流れであったが、テレビシリーズではエックスと怪獣たちの関係性を完結させることに重点を置き、エックスとXioとの共闘やウルトラマンのサイバーカードを用いる展開は劇場版に持ち越された。

スケドンアーマー
「オリジナルウルトラ怪獣デザインコンテスト」でてれびくん賞を受賞した悠然怪獣スケドンを模したアーマー。ウルトラマンフェスティバル2015で登場した。スケドンの頭部を模した右腕の砲身には「S」の文字があしらわれている。砲身から放つスケドンスペシャルビームが決め技。
デンパゴンアーマー
「オリジナルウルトラ怪獣デザインコンテスト」でテレビマガジン賞を受賞した操電怪獣デンパゴンを模したアーマー。ウルトラマンフェスティバル2015で登場した。右腕はデンパゴンのドリルを模した形状となっている。ドリルを敵に突き立てるデンパゴンサンダークラッシュが決め技。

### ウルトラマンエクシードX
第12話より登場。大地とエックスがさらに強固なユナイトを成した姿であり、インナースペースにいるユナイト中の大地が虹色の剣エクスラッガーでX字を描くように空を切ることにより、進化変身する。黒色と銀色のボディには虹色のラインが走っている。
変身した形態ではエクスラッガーは頭部に装着されているが、必要に応じて取り外すことで手持ち武器として使用する。また、この形態はあくまで怪獣を倒すのではなく怪獣に宿った邪気を祓うことに特化しており、祓った後は通常形態に戻ってザナディウム光線で怪獣をスパークドールズへ収縮させる必要がある。しかし、第14話でウルトラマンギンガビクトリーと共にグア・スペクターを、第20話でネクサスと共にバグバズンブルードを倒していることから、敵を倒せないというわけではなくあくまでスパークドールズ化ができないだけである。
- 初登場となる第12話を監督した坂本浩一は、ヒーローものに多く見られる「パワーアップ形態が登場すると基本形態が登場しなくなる」という問題を是正するため、エクシードXでは止めを刺さないという設定を導入した[27][67]。
- デザインを担当した後藤正行は、エクスラッガーを装着する頭部や七色の光を取り入れることが要望された配色などに苦労し、「難産」であったことを述べている[68][69]。ゼロスラッガーのように外した後の状態もカッコよくしたかったため、某ロボットの額をイメージして落とし込んでいる[34]。顔部分の造形はオリジナルのエックスと統一し、武器モチーフの装飾を頭頂部に追加しているため、面長となっている[36]。全身のベースカラーは色味を感じさせないようにしており、エクスラッガーの虹色をラインの方に入れている[34]。

#### 装備（エクシードX）
エクスラッガー
第12話でダークサンダーエナジーの影響により弱体化し、消滅しかかったエックスのデータを電脳世界から救い出した大地が入手した、虹色の剣。エクシードXのスパークドールズをエクスデバイザーでロードすることによって、インナースペースにいる大地の手元に出現する。ウルトラマンエクシードXの頭部にも刃の部分だけが装着されており、手を頭部にかざすと柄が付いた形で取り外される。刀身側面にあるパネル・フラーポイントを大地がスライドタッチすることで刀身にエネルギーを集中させた後、トリガーを引いて大地とエックスが「行くぞ！エクシードエーックス！」と叫びながらX字形に振るうことで、エクシードXに進化変身する。戦闘時はパネルのスライドタッチ回数やパターンに応じてさまざまな強力技を発動させるほか、逆手に持ち替えて柄の下部にあるブーストスイッチを押すと剣先が伸び、究極技を発動させる。最終話にて鷹志が発掘した古代の遺物と判明したが、その出自などについては描写されていない。
エクスラッガーの真の力は「想いを形にする力」。エクシードXがエクスラッガーで怪獣を切り裂くことでダークサンダーエナジーを取り除けるのは、大地が「怪獣と共生したい」という想いを持ってエクスラッガーで攻撃するため。グリーザが第三形態で攻撃が当たるようになったのは、一度エクスラッガーを取り込んでしまったために無の存在でなくなり実体化してしまったためである。
- 頭部から着脱するというコンセプトは『ウルトラセブン』のアイスラッガーを踏襲している。後藤正行によって、頭部以外に付けた際のものが別案として描かれている。

ベータスパークアーマー
劇場版に登場。ウルトラマンティガとウルトラマンの力を宿した究極のサイバーアーマー。右肩がウルトラマンの胸部を、左肩がティガの胸部プロテクターをそれぞれ模している。エクシードXの状態で身に纏い、ティガのサイバーカードを取り込んだエクスデバイザーから生み出されたエクスパークレンスとウルトラマンのサイバーカードを取り込んだエクスデバイザーから現れたエクスベータカプセルを合体させたサイバーソードベータスパークソードを基本武器として戦う。ベータスパークソードを組み替えたサイバーアローベータスパークアローを必殺武器とする他、背部からX形のサイバーウィングを展開して遠くのウルトラ戦士たちにエネルギーを転送することも可能。
- カラーリングも当初は、それぞれの色を両肩に入れ、そのまま赤と銀を使用することが考えられていたが、デザインがごちゃごちゃしていて落ち着かないため、金と銀をメインの配色にした前面に神々しさが出された左右非対称のものとなった。当初はシンプルにまとめられようとしていたが、1回限りの登場であることから、マントを付けるなど、徹底的に派手な方向性でデザインされた。上半身に目線が行くことから、右肩に初代マンの頭部、左肩にティガのイメージを落とし込んでいる。デザイン案では、エックスが装着したものやウルトラマンとティガの配色をそのまま用いたものなどが存在した。
- サイバーウィング展開時にウルトラマンとウルトラマンティガがクロスする描写は、『帰ってきたウルトラマン』第38話のウルトラの星作戦をイメージしている。

#### 必殺技・能力（エクシードX）
必殺技発動時は大地と共に技名を叫ぶ。
エクシードエクスラッシュ
スライドタッチ3回とブーストスイッチを押して発動する究極技。エクスラッガーを構えたエクシードXが、そのまま敵の前後を高速で往復しながら繰り出す突進斬り。相手に与えられたダークサンダーエナジーの邪気を祓い、ザナディウム光線を使用可能な状態に戻せる。
エクシードスラッシュ
スライドタッチ2回で発動する技。高速で振り回して敵を虹色の光刃で何度も斬り付ける。
エクシードイリュージョン
スライドタッチ3回で発動する技。青・紫・赤・黄の4体に分身し、斬撃を素早く放つ幻影剣技。
エクスラッガーショット
上記の技とは逆方向にスライドタッチすることで発動する技。額のエクスラッガーから虹色の強力な光線を放つ。発動時は大地がエクスラッガーを額にかざし、エックスも彼のスライドタッチに合わせて額をなぞる。主に、スパークドールズ化せず直接敵を倒す際に使用される。
Xダブルスラッシュ
一部の通常形態の技を使用することも可能。
ベータスパークブラスター
『ニュージェネクライマックス』で使用。ベータスパークアーマーの状態で、ベータスパークアローから強力な破壊光線を放つ。

### 関連する能力を持つ戦士
ウルトラマンオーブ オーブトリニティ
ウルトラマンオーブ ライトニングアタッカー
ウルトラマンオーブ フルムーンザナディウム
ウルトラマンエックスダークネス

### 他ウルトラシリーズへの出演
『劇場版 ウルトラマンオーブ 絆の力、おかりします!』
SSPのもとへエックスの宿るエクスデバイザーが届いたことから、物語が始まる。当初、大地はエックスとのユナイトを解除されて行方不明となっている。
- 後述する『劇場版 ウルトラマンX きたぞ!われらのウルトラマン』の後日譚の要素も含んでおり、同作のラストは大地とエックスが『オーブ』の世界を訪れるきっかけになっていたことが示唆されている。

『ウルトラマン ニュージェネレーションクロニクル』
第14・15・26話に登場。
『ウルトラギャラクシーファイト ニュージェネレーションヒーローズ』

『ウルトラマンタイガ』
第1話「バディゴー！」に登場。タイタスにエックスレットを託した。
『劇場版 ウルトラマンタイガ ニュージェネクライマックス』

『ウルトラマン ニュージェネレーション スターズ』
第9・10話に登場。

## 地球防衛機構UNVER / Xio
UNVER（）とはジュネーヴに本部を置くUltimate Noxious event Versus Earth Ranger（究極の有害事象に対抗する地球レンジャー）の略で、15年前のウルトラフレアによる怪獣被害をきっかけに、防衛活動や、未だ地球各地に不安定な状態で眠るスパークドールズの回収や分析、厳重な保管、およびサイバーカード化などの研究開発を任務とする世界各国が共同で設立した国際防衛組織。
このUNVERによって、スパークドールズから目覚めた怪獣や地球での犯罪を行う宇宙人に対抗する下部組織の特殊防衛部隊として設立された精鋭チームが、Xio（）（Xeno invasion outcutters ＝ 未知なる外敵からの防衛戦闘部隊）である。活動は有害鳥獣駆除取扱要領に則り、犯罪を行う宇宙人に対する逮捕および取調の権限も持っている。オペレーションベースXを拠点として、ファントン星人グルマンから提供された超技術を用いたさまざまなスーパーメカを使用する。エンブレムは「X」の字をかたどったものであり、各種メカや装備の塗装にもX字の意匠が多く見られる。
一部のメカや装備には音声ナビが備わっており、敬語口調で操作のナビゲートを行う。
オペレーションベースX
X字形の建造物を中心としたXio日本支部の基地。関東地方に存在し、周辺施設も含めて2700人もの所員や隊員を擁している。Xio隊員やオペレーターたちが常駐する指令センター・Xioオペレーション本部のほか、ラボチーム用のセクション・Xioラボや道場、取調室やXioメディカル、食堂や射撃場などさまざまな施設が置かれている。最上部のX字型の屋根は滑走路となっており、ここからハンガーガレージに格納されたジオマスケッティが発進する。また、基地の周囲には基地防衛システムとしてレーザー砲が備えられており、基地への直接攻撃時などの緊急時にはバリアを展開して防御する機能も備えている。
- 「Xio」の名称はポルトガル語の「戦闘準備完了」から取られた[81]。

### メカニック
Xio特捜車
Xioに配備されている特殊車両。それぞれ専用のビークルカードが存在し、それ自体が車両を起動させるカードキーの役割を果たしており、各運転席にある専用装置にロードする。
- 撮影用車両には前作『ウルトラマンギンガS』と同様に日産自動車から提供された電気自動車を用いている。前作ではカラーリングを統一していたが、本作品では違いを明確にするために色分けされた。バンパー部の金色のパーツは、差込プラグをイメージしている。

ジオアトス
ハッチバック型特捜車両。前線での作戦行動や敵の追跡、パトロールなど、幅広い用途に運用される。ベース車は日産リーフ。メインカラーは赤。主にワタルとハヤトが操縦する。調査・分析機器などを車内に搭載し、車体上部にレーザー砲・アトスレーザー、車体後方のアトスウィングには万能センサーを装備。第18話以降はハヤトによって、菜々子の作ったお守りがルームミラーに掛けられている。

ジオアラミス
ワゴンタイプのパネルバン型特捜車両。攻撃班の支援車両として作戦現場で活用する。ベース車はe-NV200。メインカラーは青。高出力のファントニックモーターを搭載し、車体上部に2連装のアラミスレーザーを装備。

ジオポルトス
トラックタイプの特捜車両。ベース車はe-NT400テストトラック。メインカラーは黄。主にアスナが操縦し、戦闘装備や研究機材の輸送などを実行する。換装可能なコンテナユニットと高い走破性を有し、幅広い運用能力を誇る。また、照明弾やスモーク弾をキャビンから発射する。

ジオマスケッティ
「マスケッティシステム」の中核を担う航空機型の無人変形ユニット。「ジオマスケッティ、テイクオフ」のコールで隊員が呼び出すこともできる。単独でも飛行可能だが、その真価は各種特捜車両がコックピットブロックとして合体・変形することで発揮される。ただし、基地内では車両と共に格納されているものの車両と合体してから発進することはなく、合体は別々に出動してからその直後あるいは現場到着後に行われる。また、当初は本ユニットが1機しか配備されていなかったため、状況に応じて車両を換装する必要があったものの、第21話で2号機が配備され、大気圏内外を問わずミッションを同時進行できるようになった。しかし、この2号機は最終話でワタルがグリーザに特攻させたため、失われてしまった。劇場版では新たに3号機と4号機が配備され、初めてマスケッティの3形態が揃って出動する。
第21話ではXio USAの海上仕様マスケッティが登場している。
合体時のコールは「（車両名）、ジョイン・トゥ・ジオマスケッティ」。合体完了時には「（接続車両に対応する形態）マスケッティ、コンプリート」の音声ナビが流れる。
- 操演用のミニチュアプロップは存在せず、すべてCGで描写しているが、ミニチュアに見えるような映像表現が心がけられている。

スカイマスケッティ
ジオアトスと合体した高い空戦能力を持つ大気圏戦闘機タイプのモジュール。災害現場への緊急移動や状況把握、怪獣への攻撃、現場での指揮などに使用される。メインカラーは赤。ジオマスケッティにそのままジオアトスが合体する形態になる。両翼に装備した光子エネルギーが変換された破壊光線を放つファントン光子砲を主装備とする。劇中では他にもミサイルや、サイバーキングジョーのカードをロードして発射するキングジョーデストレイ砲も使用した。
- デザインコンセプトは三角形。

スペースマスケッティ
ジオアラミスと合体した宇宙戦闘機タイプのモジュール。メインカラーは青。ジオマスケッティは機首を180°回転させ、左右に展開した形態となる。また、ジオアラミスの尾部から大型ブースターが展開する。ファントニックハイパードライブを搭載しており、大気圏外への緊急出動に対応するほか、月面での作戦行動も可能。両翼先端から発射するレーザー光線ファントニックレーザーを主装備とするほか、劇中ではサイバーテレスドンのカードをロードして砲口から発射する溶岩熱線も使用した。第21話で投入されたジオマスケッティ2号機に接続すると、高精度の空間エネルギー測定器も使用できるようになる。劇場版では巨大な綿菓子を作り出す綿菓子光線を使用する。
- デザインコンセプトは丸。
- テレビアニメ『SSSS.GRIDMAN』第6話では、内海将が親戚の子供とスペースマスケッティの玩具で遊んでいる。

ランドマスケッティ
ジオポルトスと合体した戦車タイプのモジュール。短時間のホバリング移動も可能。メインカラーは黄。ジオマスケッティは機首と翼を折り畳んだ形態となる。ジオポルトスの背部から展開した大型砲・ファントンレールキャノンを主装備とする。劇中では他にも照明弾を使用している。
- デザインコンセプトは四角形。

ペルセウス
第7話で宇宙へ逃れたガーゴルゴンへの攻撃に用いられた大陸間弾道ミサイル。世界各国のXio支部から複数が発射されたが、すべて吸収されてしまった。また、第21話ではXio USAによって太平洋上を移動するグリーザへの総攻撃に使用されたが、これもやはり吸収されて部隊は壊滅した。
エナジーシールド
第19話で行われたゴモラ実体化実験の際に用いられた、ダークサンダーエナジーを防ぐ広範囲バリア。山上に設置された施設からドーム状に展開される。マモルは「ダークサンダーエナジーが100発降っても大丈夫」と豪語していたが、ダークサンダーエナジーが連続で降り注いだことで破られ、結果的にゴモラの狂暴化を許してしまった。グリーザの襲来時にはオペレーションベースXに保管されているスパークドールズたちを保護するためにハイパーエナジーシールドが開発・即時運用されたが、グリーザの猛攻にあえなく破壊された。劇場版でのザイゴーグ襲来時には、ハイパーエナジーシールドをさらに強化・改良したうえでサイバーエレキングの力を加えたエレキング・エナジーシールドをザイゴーグの足止めに使用したが、その力の前にあえなく破壊された。

### 隊員装備
ジオスーツ（Xioスーツ）
赤と紺を基調としたツーピースの万能スーツ。耐熱・耐寒性能を備え、高性能な防弾機能や生命維持装置も有する。スーツと同じ柄のジオTシャツをインナーとして着用する。
- デザインは後藤正行が担当。『ウルトラマンティガ』のGUTS以降、ウルトラシリーズでは『ウルトラギャラクシー大怪獣バトル』シリーズを除きレザー製の隊員服を使用していたが、本作品ではリアリティを重視して布（硬めで太めの化学繊維）製となっている。

ジオメット
戦闘時に着用するヘルメット。ジオデバイザーの音声をワイヤレス受信するヘッドセット機器や衝撃防御を内蔵する。色はジオスーツと同じ。第22話では灰色のジオメットをタケル・チアキが着用。
キャップ
事件捜査時に被る帽子。特別な機能は施されていない。
ジオタクティカルベスト
戦闘時に着用する装甲。ガードアーマーと併用される。第22話では簡易タイプのベストをタケル・チアキが着用。
ジオブラスター
Xio隊員が携帯する拳銃型の光線銃。カラーリングは赤と銀を基調とし、射撃モードはブラスターモードとパラライザーモードの2つがある。狙いを定めると「ターゲット、ロックオン」、射撃を命中させると「ターゲットに命中しました」という音声ナビゲーションシステムが流れる。
ウルトライザー
ジオブラスターの銃身に専用強化パーツウルトラブースターを装着した形態。第3話から登場し、主にワタルが使用する。ウルトラブースターはファントン星人グルマンがウルトラマンエックスの力を解析して開発したものであり、ウルトラマンの顔と両腕を模したパーツを持つ。ジオブラスターに装着することで「ウルトライザーモード、起動します」の音声ナビと共に使用可能になる。射撃時は両腕を模したパーツがL字に組まれ、「ウルトラマンの力を、チャージします」の音声ナビと共にエネルギーをチャージし、破壊力の高い必殺光線を放つ。ただし反動はかなり大きく、第5話で非戦闘員であるルイが使用した際は射線がまったく安定しなかった。当初、ウルトラブースターはワタル用に配備された1機のみだったが、のちに第7話の「トリプルユナイト作戦」にあたって新たに2機が量産され、ハヤトやアスナも加えた3人で三方向から同時に一点を射撃するトリプルユナイトシュートを使用した。第22話の時点ではウルトラブースターがさらに量産され、この時はルイが撃った物も第5話とは違い、射線が安定していた。
- デザインは「スペシウム光線を撃てる銃」というコンセプトで初代ウルトラマンをモチーフとしており、防衛チームの強さを表現している。初期のデザイン案では、可動部がX字にクロスするというものであった。

ジオバズーカ
大型携行砲。サイバーカードをロードすることで、サイバー怪獣の力を活かした攻撃が可能。反動の大きさゆえ、発砲時は重心を低くする必要がある。第2話・第7話・第15話・第22話・劇場版で使用。
綿菓子銃
第5話でルイが開発したガジェット。引き金を引くと銃弾の代わりにイチゴ味の綿菓子が発射される。また、これを基に、スペースマスケッティには強化形の綿菓子光線が装備されている。
一見戦闘ではまったく役に立たない装備ではあるが、ナックル星人バンデロやザイゴーグに対して危機的状況の回避に一役買っている。
透明リキッド
ルイが開発した。7時間後に使用者が透明になる。
ジオデバイザー
隊員が常備するマルチデバイス。カラーリングは銀を基調としている。ディスプレイ下部にライブサインの読み込みポイントがあり、通信やスパークドールズの感情を解析するガオディクション、サイバーカードの読み込みなど、さまざまな機能を持つ。サイバーカードはディスプレイの上に差し込む形でセット・リードする。サイバー怪獣実体化の際には、カードをリードして現れたスパークドールズを再度リードすることで、「リアライズ」の音声ナビゲーションシステムと共に実体化させる。
ガオディクションは対象となるスパークドールズをリードすることで「ガオディクションを起動します。（怪獣名）、解析中」の音声ナビと共に起動されるが、スパークドールズではない怪獣でも解析できる。ただし、劇中では脳波が弱いなどの理由で解析できないこともある。
サイバーカード
スパークドールズ化した怪獣やウルトラ戦士を分析した戦闘力や能力のデータをインプットしたデータカード。表面にはそのデータの基となるサイバー怪獣やウルトラ戦士の姿が描かれており、カードにはそれぞれ番号が振られている。使用の際は外部からジオデバイザーに転送されてくる仕組みであり、エックスも一部例外を除き戦闘中にXioからデータを受信して受け取ったカードを使用している。
亜種として、特捜車両の起動に用いるカードキーのようなビークルカードも存在する。
| 名称                                       | 番号    | 効果 |
| ------------------------------------------ | ------- | --- |
| サイバーゴモラ                             | BK-001  | - サイバーゴモラを実体化する（当初は未実用化）。 - ゴモラ振動砲が使用可能になる。 - エックスが使用することで、ゴモラアーマーを装着する。                                                            |
| サイバーエレキング                         | BK-002  | - エレキング・エナジーシールドを展開する[91]。 - エックスが使用することで、エレキングアーマーを装着する。                                                                                           |
| サイバーファントン星人                     | BK-003  | ハイブリッドアーマーを形成したカードの一つ。 |
| サイバーデマーガ                           | BK-004  | ハイブリッドアーマーを形成したカードの一つ。 |
| サイバーザラブ星人                         | BK-005  | - ハイブリッドアーマーを形成したカードの一つ。 - バーチャル射撃訓練にも登場。 |
| サイバールディアン                         | BK-006  | ハイブリッドアーマーを形成したカードの一つ。 |
| サイバーテレスドン                         | BK-007  | 溶岩熱線が使用可能になる。 |
| サイバーバルタン星人                       | BK-008  | ハイブリッドアーマーを形成したカードの一つ。 |
| サイバーバードン                           | BK-009  | リミッター解除によって、バードン・フェニックス・アタックが使用可能になる[91]。 |
| サイバーガゾート                           | BK-011  | ハイブリッドアーマーを形成したカードの一つ。 |
| サイバーサンダーダランビア                 | BK-012  | ハイブリッドアーマーを形成したカードの一つ。 |
| サイバーインペライザー                     | BK-013  | ハイブリッドアーマーを形成したカードの一つ。 |
| サイバーベムスター                         | BK-014  | - ベムスタールイルイシールドを展開する[91]。 - エックスが使用することで、ベムスターアーマーを装着する。                                                                                             |
| サイバーキングジョー                       | BK-015  | キングジョーデストレイ砲が使用可能になる[91]。 |
| サイバーゼットン                           | BK-016  | - リミッター解除によって、ゼットンレールキャノンが使用可能になる[91]。 - エックスが使用することで、ゼットンアーマーを装着する。                                                                     |
| サイバーバルキー星人                       | BK-017  | ハイブリッドアーマーを形成したカードの一つ。 |
| サイバーダダ                               | BK-018  | ハイブリッドアーマーを形成したカードの一つ。 |
| サイバーガーゴルゴン                       | BK-019  | ハイブリッドアーマーを形成したカードの一つ。 |
| サイバーマグマ星人                         | BK-020  | ミニコーナー「大地の怪獣ラボ」のみに登場したカードで、詳細は不明。 |
| サイバースーパーグランドキング・スペクター | BK-021  | ハイブリッドアーマーを形成したカードの一つ。 |
| サイバーエタルガー                         | BK-022  | オープニング映像のみに登場したカード。 |
| サイバーシェパードン                       | BK-023  | ハイブリッドアーマーを形成したカードの一つ。 |
| サイバーツルギデマーガ                     | BK-024  | ハイブリッドアーマーを形成したカードの一つ。 |
| サイバーホオリンガ                         | BK-025  | ハイブリッドアーマーを形成したカードの一つ。 |
| サイバーメカゴモラ                         | BK-027  | ハイブリッドアーマーを形成したカードの一つ。 |
| サイバーモルド・スペクター                 | BK-028  | オープニング映像のみに登場したカードで、詳細は不明。 |
| サイバーゴメス（S）                        | BK-029  | ハイブリッドアーマーを形成したカードの一つ。 |
| サイバーキングゲスラ                       | BK-030  | ハイブリッドアーマーを形成したカードの一つ。 |
| サイバーピグモン                           | BK-031  | ハイブリッドアーマーを形成したカードの一つ。 |
| サイバーグドン                             | CaK-002 | ハイブリッドアーマーを形成したカードの一つ。 |
| サイバーカウラ                             | CaK-004 | ハイブリッドアーマーを形成したカードの一つ。 |
| サイバーレッドキング                       | CaK-006 | レッドキング徹甲弾が使用可能になる[91]。 |
| サイバーネロンガ                           | CaK-007 | - ハイブリッドアーマーを形成したカードの一つ。 - バーチャル射撃訓練にも登場。 |
| サイバージェロニモン                       | CaK-008 | ハイブリッドアーマーを形成したカードの一つ。 |
| サイバー恐竜戦車                           | CaK-009 | ハイブリッドアーマーを形成したカードの一つ。 |
| サイバースラン星人                         | CaK-012 | ハイブリッドアーマーを形成したカードの一つ。 |
| サイバーケムール人                         | CaK-013 | ハイブリッドアーマーを形成したカードの一つ。 |
| サイバーペスター                           | CaK-014 | ハイブリッドアーマーを形成したカードの一つ。 |
| サイバーベロクロン                         | CaK-015 | ハイブリッドアーマーを形成したカードの一つ。 |
| サイバーウインダム                         | CaK-016 | ハイブリッドアーマーを形成したカードの一つ。 |
| サイバーガタノゾーア                       | CaK-018 | ハイブリッドアーマーを形成したカードの一つ。 |
| サイバーアントラー                         | CK-005  | ハイブリッドアーマーを形成したカードの一つ。 |
| サイバーナース                             | CK-006  | ハイブリッドアーマーを形成したカードの一つ。 |
| サイバールナチクス                         | PK-004  | ハイブリッドアーマーを形成したカードの一つ。 |
| ウルトラマンエックス                       | BH-001  | ミニコーナー「大地の怪獣ラボ」のみに登場したカードで、詳細は不明。 |
| ウルトラマン                               | BH-002  | エックスが使用することで、エクスベータカプセルを召喚する。 |
| ウルトラマンティガ                         | BH-006  | エックスが使用することで、エクスパークレンスを召喚する。 |
| ウルトラマンギンガ                         | BH-007  | 人々の想いに応えたこのカードが、ツルギデマーガの暴れるダラスにギンガを召喚した。 |
| ウルティメイトゼロ                         | BH-009  | エックスが使用することで、ウルトラマンゼロアーマーを装着する。 |
| ウルトラマンマックス                       | BH-013  | - マックスから授けられたカードで、エックスが使用することでマックスギャラクシーを疑似召喚する。 - 劇場版では、人々の想いに応えたこのカードが、ツルギデマーガの暴れるローザンヌにマックスを召喚した。 |
| ウルトラマンビクトリーナイト               | BH-016  | ミニコーナー「大地の怪獣ラボ」のみに登場したカードで、詳細は不明。 |
| ウルトラマンギンガビクトリー               | BH-017  | ミニコーナー「大地の怪獣ラボ」のみに登場したカードで、詳細は不明。 |
| ウルトラマンエクシードX                    | BH-018  | ミニコーナー「大地の怪獣ラボ」のみに登場したカードで、詳細は不明。 |
| ウルトラマンネクサス                       | BH-021  | - ネクサスが去った際、エクスデバイザーに転送されていたカード。 - 劇場版では、人々の想いに応えたこのカードが、ツルギデマーガの暴れるカイロにネクサスを召喚した。                                     |
| ウルトラマンゼロ                           | CH-003  | 人々の想いに応えたこのカードが、ツルギデマーガの暴れる上海にゼロを召喚した。 |
| ウルトラマンビクトリー                     | CH-006  | 人々の想いに応えたこのカードが、ツルギデマーガの暴れるブエノスアイレスにビクトリーを召喚した。 |
| ジオアトス                                 | なし    | ジオアトスを起動する。 |
| ジオアラミス                               | なし    | ジオアラミスを起動する。 |
| ジオポルトス                               | なし    | ジオポルトスを起動する。 |
「エックスが…」と書かれているものはウルトラマンエックスがユナイト中に使用した場合の効果、書かれていないものはXioが使用した場合の効果。

### サイバー怪獣
スパークドールズを解析してデータ化することで人工的に生み出された、電脳怪獣。スパークドールズとなった怪獣の分身とも言える存在であり、スパークドールズをエクスデバイザーにリアライズさせることで、エレクトロ粒子としてデータを定着させて実体化し、人間の脳波を利用するサイバートレースシステムによって操縦する。物語開始時点では未だ開発途上であり、実体化に成功していなかったうえ、サイバートレースシステムは実行者に大きな負荷がかかるため、同じくデータの体を持つエックスのモンスアーマーとして使用されることになる。
第11話でようやくサイバーゴモラの実体化自体は成功したものの未だ制御には成功していなかったが、キングジョーに苦戦する大地とゴモラの心がつながったことで実戦投入が可能となった。
オリジナルより機械的な外見となり、共通して体のどこかに名前の頭文字がアルファベットで書かれ、胸にはX字の意匠を持つ。
Xioのメカにデータを読み込むことで、対応する怪獣の能力を使用することも可能である。
- 初期の案では、サイバーゴモラだけでなくサイバーエレキングやサイバーベムスターのスーツを制作し、各隊員がそれぞれ手駒のサイバー怪獣を所持しているという設定が検討されていた[100]。

サイバーゴモラ
サイバーエレキング
サイバーテレスドン
サイバーベムスター
サイバーゼットン
サイバーキングジョー
サイバーレッドキング
サイバーバードン

## 登場怪獣・宇宙人・ヒーロー
本作品ではXioにより怪獣・宇宙人の種別が「タイプ○（アルファベット1文字）」として判別される。以下の怪獣・宇宙人・ヒーローについては個別記事を参照のこと。

### 本作品の新怪獣・宇宙人
虚空怪獣 グリーザ
第1話「星空の声」、第21話「美しき終焉」、最終話「虹の大地」に登場。
15年前、突如として地球に飛来、地球各地の怪獣たちが目覚めるきっかけとなったウルトラ・フレアを引き起こした元凶である紫色に発光する意思なき怪獣（としか言い表しようがないため、このように称される）。生命体の住まう星の生体エネルギーを狙い、強大な生命エネルギーを持つ存在から順に取り込み、それを無に変換する習性・本能を持つ。あらゆるものを取り込み無に変換する特性ゆえに、空間エネルギー量を測定すると本来あり得ないはずのエネルギー量0.00N/sを指す。すなわち、この怪獣は周囲にいかなる影響を与えても存在および質量が「無」であるために厳密には物理的に存在せず、肉眼で把握できるその姿は「無」であるこの怪獣を地球の生命体の脳が無理やり可視化した姿とも言える。その一方、ダークサンダーエナジーによる探知や最終形態での多彩な他怪獣の技を使用するなど、生命体らしい知性らしさを兼ね備えている。
15年前の時点ですでに3つの生命ある星を滅ぼし、さらなる標的として太陽系に進出しようとしたところをウルトラマンエックスに発見され、激突する。その末に太陽へ衝突したことで消滅したと思われていたが、これが原因で太陽はウルトラ・フレアを発生させた。
そして現在、地球をはじめ水星や金星にダークサンダーエナジーの放射を始め、第21話でついに地球へ到達する。
エックスは「自分でも倒せるかどうかわからない」と語っており、グリーザの襲来を知った際には自らジオデバイザーを介してXio日本支部の面々に警告したほどである。
- 名前の由来は「Greed（貪欲）」「Glee（喜び）」などから。
- キャラクターのモチーフは田口清隆が幼少期に抱いた初代ゼットンに対するトラウマ的イメージを具現化したもの。キャラクターのイメージは神に近いものとしている。

第一形態
トゲが生えた球体の姿をした、宇宙空間を光速移動するための形態。
地球に降り立つと世界最大級のスパークドールズ保管施設を擁するUNVERネバダ支部を一瞬で壊滅・吸収して無に帰し、姿を第二形態へ変えると、次なる地を最大の怪獣出現率を持つ日本へ定める。
- 第一形態のプロップは、『ネオ・ウルトラQ』に登場したプラーナ（第二形態）の改造。初稿では第三形態の要素が強かったが、決定稿では少し地味目にしている。

第二形態
地球に飛来したグリーザがとった地上で活動するための人型の姿。胸部には黄色のコアがあり、無機質な顔を持つ頭部は黄色く発光している。常に奇怪な動きをし、空間ごとゆらめき続けるような挙動が特徴で、空間を湾曲させる能力を駆使して相手を幻惑する。
UNVERネバダ支部ごとスパークドールズたちを吸収した。Xioとエックスが力を合わせて回収してきたスパークドールズたちを吸収するため、オペレーションベースXの敷地に襲来すると、目から放つ光線グリーザビーム、頭部からの渦巻状光線グリーザボルテックスや二重螺旋光線グリーザダブルヘリックス、胸部からの暗黒落雷グリーザダークライトニングでエクシードXやサイバーゴモラを一蹴して彼らの持てる戦力のすべてを蹴散らし、ついにはエクシードXまでも分解吸収光線グリーザアブソープションによって吸収するが、体内で繰り出されたエクシードエクスラッシュによって大爆発を起こし、生死不明になる。
しかしその後、短時間で体を再生させる（この際、実体を得ている）と、ハヤトにリアライズされたサイバーゴモラを再度倒してXioラボを破壊し、ラボに保管されていたスパークドールズを怪獣吸引放電ダークサンダーアブソープションですべて吸収する。吸収したものを無に帰せず、最終形態へ姿を変える。
- 第二形態での動きは暗黒舞踏を参考にしており、逆再生やコマ抜きなどを多用して不安定な見え方を表現している。

第三形態
「想いを形にする力を持つ」エクスラッガーを吸収してしまったことで実体化してしまったグリーザが、Xioラボに保管されていたスパークドールズを吸収したことで、強化変身を遂げた最終形態。第二形態にさまざまなトゲ状の装飾が加えられた外見をしており、相手の攻撃エネルギーを吸収できる。実体を得たことでそれ以前の形態にあった「吸収したものを無に帰す」特性を失っており、代わりに体内に吸収したもの（スパークドールズ）を貯め込み、その能力を使用できるようになっている。実体化したことでゆらめいた不可解な動きはなくなり、攻撃も当たるようになっている。
Xioの総力を挙げた攻撃すらも全く通じず、さらには復活したエックスをも怪獣たちの能力を駆使して追い詰めるが、胸部にエクスラッガーの一撃を突き立てられたことで、大地の呼びかけに応えたゴモラたちすべてのスパークドールズを解放される。最後は全怪獣のサイバーカードをリードしてハイブリッドアーマーを纏ったエックスに追い込まれ、ウルティメイトザナディウムで大ダメージを負い、再び突き立てられたエクスラッガーで完全に実体化させられたことで大爆発を起こして倒された。
- 監督の田口は、かつてゼットンから強烈なイメージを受けたため、そこに神のニュアンスを多分に有して再構成したものとなっている。最終形態はこれまでと異なり、エクスラッガーが原因で「無」から「有」へと変化を遂げており、それがエックスに敗れた主たる要因であると述べられている。
- デザイン上のモチーフはサグラダ・ファミリアの天井で、内部でパーツが放射線状に交差し、細かいディテールがあるというニュアンスを掬い、ラスボス怪獣らしい派手さを表現している。「虚無」のキャラクターということから、生き物としての怪獣ではないことから、曖昧さやとりとめのない感じをサグラダ・ファミリアを手掛かりに形にしている。また、特撮テレビ番組『突撃! ヒューマン!!』で成田亨がデザインした怪獣ブランカーのイメージも加味している。当初はスーツアクター2人が背中合わせに入る形で検討しており、背中の形状はその名残である。
- スーツは第二形態の上半身を別パーツに差し替えている。重量があるうえに重心が後ろにあるため、スーツアクターは苦労したという。

『ウルトラマンZ』に登場するグリーザ
『ウルトラマンZ』第15話「戦士の使命」に登場。
ブルトンが倒されたことで生じた空間の歪みから宇宙の穴として誕生した。エネルギーや質量を持たない「無」のような存在といえ、体内にある宇宙の穴を縫う針でしか倒せない。バリアや本体と光球から発射する破壊光線、光弾や背中から伸ばす光の触手、音波など様々な現象ストレインエフェクトを起こす。
第一形態から第二形態へと進化し、ジードを吸収したことでレッキングバーストをも習得する。だが、ゼットがセレブロから借りたベリアルメダルを使用してデルタライズクローに変身し、ジードが宇宙の穴を縫う針に触れたことでジードの体内のベリアル因子が融合して誕生したベリアロクを取り出され、最後はゼットがベリアロクを用いて放ったデスシウムスラッシュにより倒される。
- 本作品が新怪獣で始まり、新怪獣で終わる流れを考えていたため、パワーアップ回も新怪獣で行きたかったが、セブンガーとキングジョーSCを新規造形していたことから厳しいと判断され、歴代シリーズの強敵から選ぶこととなり、第二形態の撮影用スーツがくたびれており、改造に回される状態となっていたため、田口が演出した最強怪獣の最後の花道として15話に登場することとなった。グリーザが登場する理由として、第14話に登場するブルトンが砕け散った影響で宇宙にゆがみが生じて出現するというものとなり、グリーザを倒すためにゼットも最終パワーアップを果たすものとなった。当初は強化アイテムも「無」そのものを倒すことから、「無」から持ってきた剣でなければ無理として、宇宙の穴を縫う針であるグリーザの剣という案もあったが、本作品にウルトラマンベリアルを登場させるというテーマもあったため、ベリアルの剣に変更となった。

熔鉄怪獣 デマーガ
第1話「星空の声」、第12話「虹の行く先」に登場。
体の79パーセントが熔鉄で構成された高熱の怪獣。Xioでの分類はタイプG。黒い体は高い熱量を持ち、出現時にはその影響で川の水が沸騰してしまうほど。頭部の黄色い角に神経と熱源が集中しているのが弱点。口から熔鉄熱線を放射して攻撃するほか、両肩から熔鉄弾を放つこともできる。8世紀の歴史書『日本太平風土記』にも地を燃やす荒ぶる神である鉄の魔獣「天目亜牙」として記述されており、それによると「光の巨人」によって封印されたという。
梅沢市の市街地を蹂躙し、ユナイトしたばかりで思うように戦えないエックスを苦戦させるが、最終的にザナディウム光線によってスパークドールズに圧縮され、大地に回収された。
第12話ではギナ・スペクターによって覚醒させられた別個体が登場。初代と同じく梅沢市の市街地に出現し、エックスと交戦するが、その最中に宇宙から降り注いだダークサンダーエナジーを浴びてツルギデマーガへ変貌する。
- 初稿ではファイヤーゴルザが登場する予定であったが、メイン監督の田口の要望により、第1話は王道の新怪獣が登場することとなった。ラフデザインも田口が手掛けており、田口が高校時代に手がけた自主制作映画に登場した怪獣バギラスが基となっている。手足の蛇腹状の部分は『ウルトラマン』のレッドキングを意識している。
- 名称は天目一箇神に由来する。
- デマーガの声は玩具「DXエクスデバイザー」にも収録されるため、撮影開始以前に制作された。
- 本来の設定では攻撃手段は口からの火球だけであったが、撮影時に口の開閉ギミックが故障したため、身体からも火を放つという設定に変更された。
- 田口による裏設定では、ザイゴーグと同じく地獄に由来する怪獣であるとされる。
- 次作『ウルトラマンオーブ』にも、本作品にてデマーガが記述されていた歴史書と同名の『太平風土記』が登場している。

『ウルトラマンオーブ』に登場するデマーガ
『ウルトラマンオーブ』第24話「逆襲の超大魔王獣」に登場。
テレスドンやゴメス（S）と共に夕暮れの東京の繁華街に出現。現れたウルトラマンオーブ（ハリケーンスラッシュ）と一戦も交えることなく、他の2体と共に突如倒れ死亡した。
- 『オーブ』でも監督を務めた田口は、「デマーガをレッドキングやバードンのような定番怪獣の1つにしたい」との考えから自ら進んで『オーブ』で再登場させた。

『ウルトラファイトオーブ』に登場するデマーガ
『ウルトラファイトオーブ 親子の力、おかりします!』に登場。
レイバトスの呪文により復活させられた亡霊怪獣が工場地帯に出現。オーブ（オーブオリジン）と戦闘し善戦するが、オーブがライトニングアタッカーにフュージョンアップすると劣勢になり、最後はアタッカーギンガエックスで倒された。

『ウルトラマンタイガ』に登場するデマーガ
『ウルトラマンタイガ』第17話「ガーディアンエンジェル」に登場。
セモン星人ミードがペダン星人から強奪した怪獣誘導装置を霧崎が利用して呼び寄せた怪獣。背中から放つ火炎弾や口から吐く熔鉄熱線を武器にウルトラマンタイガと戦うが、最後はトライストリウムに変身したタイガの放ったタイガブラストアタックに敗れる。
- スーツアクター：新井宏幸

『ウルトラマンZ』に登場するデマーガ
『ウルトラマンZ』第23話「悪夢へのプレリュード」に登場。
ウルトロイドゼロの起動に反応して葛葉山から暴走状態で出現した怪獣の一体。背中から連射する熔鉄弾が武器。
葛葉山でウルトロイドゼロと交戦し、後に続く形で出現したゴメス、パゴスとともにこれを追い詰めるも、最後はD4レイにより、他の2体もろとも消滅する。
- スーツアクター：梶川賢司

『ウルトラマンブレーザー』に登場するデマーガ
『ウルトラマンブレーザー』第10話「親と子」に登場。通常個体と、小型の幼個体ベビーデマーガが確認されている。
山梨県鬼涌谷の火山の火口から出現した熔鉄怪獣。卵から孵化したベビーデマーガの悲鳴に呼応して拘束されている方向へ向かって進撃し、その身を挺してベビーデマーガを防衛隊の誘導弾から庇おうとする。主な武器は、背中から発射する熔鉄弾と角と胸が光った後に口から放つ熔鉄光線、強烈な威力を誇る尻尾の一撃。
- スーツアクター：梶川賢司
- 親と子は、色の塗り替えとパーツの付け替えで再現されている。『X』時にあった肘と膝部分の裏の大きなトゲは、本作品では取り除かれた。『X』では黒味がかったグレーであったが、本作品では全体的に赤茶けた色味で表現され、腹部と胸は明確に異なっている。

熔鉄怪獣 ベビーデマーガ
『ウルトラマンブレーザー』第10話「親と子」に登場。
熔鉄怪獣デマーガの幼体。鬼涌谷の整地現場の崩落した地面で発掘された巨大な卵から孵化した。孵化直後であることからほとんど攻撃力はなく、防衛隊の現場の隊員による電磁拘束ネットや麻酔弾で確保されてしまい、親デマーガをその悲鳴によって呼び寄せる。最後は親子ともどもブレーザーのスパイラルバレード（エンブレイス）によって光の繭に包まれ、地底に還されてそのまま眠りに就く。
- スーツアクター：梶川賢司
- 親のデマーガの元々交換可能であった頭部のパーツ各種と尻尾、背中のヒレに新規パーツを付け替えて表現している。頭部パーツは厚めの詰め物を顔の内側に入れて目の部分の皮が引っ張り上げられてクリッとした印象の瞳、小ぶりの黄色いトサカ、牙と歯を丸めているように、それぞれ可愛らしく、小さく造形している。体色はデマーガが元々濃い緑やグレーといった渋い感じであったが、生まれたての赤ちゃんという設定で、通り名が熔鉄怪獣ということから、まだ溶岩が冷え切っていないイメージで、赤っぽい色を使いながら熱を持っているような雰囲気を出すために彩色している。

溶鉄怪獣 ツルギデマーガ
第12話「虹の行く先」、最終話「虹の大地」および劇場版に登場。
ギナ・スペクターによって覚醒させられたデマーガの別個体が、突如地上に降り注いだダークサンダーエナジーによって凶暴化させられた強化形態。
背中から2本の角と両腕部から1対の巨大な剣刃が伸びており、瞳は真っ赤に変色したほか、体表はザナディウム光線すら通じないほど屈強になっている。口から放つ熔鉄熱線もパワーアップしており、ダークサンダーエナジーを宿した攻撃で一度はエックスを消滅させる。一時撤退を経て街に再び現れて破壊を再開するも、大地の尽力によって復活からエクシードXへの強化を果たしたエックスに圧倒された末、エクシードエクスラッシュによって元のデマーガへ戻され、ザナディウム光線によってスパークドールズ化する。
最終話ではグリーザに実体化させられた後、スパークドールズとなって吸収された。
劇場版では、ザイゴーグの背中の棘から派生した閻魔分身獣として5体登場。上海・ローザンヌ・カイロ・ブエノスアイレス・ダラスに出現して破壊の限りを尽くすが、人々の想いを受けたサイバーカードから召喚されたゼロ・マックス・ネクサス・ビクトリー・ギンガの5大ウルトラマンと対決する。最後は、ベータスパークアーマーを纏ったエックスのサイバーウィングから放たれた光のエネルギーを浴びたゼロたちの必殺光線を受けて倒される。
- スーツアクター：梶川賢司
- デザインは特殊造形の品田冬樹と第12話監督の坂本浩一の意見をもとにまとめられた。スーツはデマーガの改造で、最初から強化を想定しており、追加パーツを外してデマーガに戻すこともできる。
- 『ウルトラマンオーブ THE CHRONICLE』第7話では新撮映像に登場し、ウルトラマンオーブ（ライトニングアタッカー）と対決する。

亡命宇宙人 ゴールド星人tE・rU（）
第6話「星の記憶を持つ男」、第7話「星を超えた誓い」に登場。
惑星ゴールドから地球へやって来た青年にして惑星ゴールドの王子。Xioでの分類はタイプA。地球人と同じような外見をしており、グルマンの話によればゴールド星人は地球侵略などという野蛮な行為はしないとされている。体が黄金色に輝き、母星と同じ大気の成分を放出することができるほか、掌からは生物を治癒させる特殊な光を放つことができるが、戦闘能力は低いようでXio隊員たちと遭遇した時も攻撃系の能力は用いなかった。
5年前、ガーゴルゴンにエネルギーを狙われた惑星ゴールドから逃亡し、宇宙船で地球に避難してきたが、その後は記憶を失って放浪しており、通りかかった学生から暴力を受けることもあったため、地球人に不信感を抱いている節がある。しかし根は心優しく、ナンパされていたところを助けられたという女子学生・優希からは好意を寄せられており、自身のミスで負傷させてしまった優希の友人・和子を自らの能力で治癒している。
ガーゴルゴンの地球への接近を探知し、公園の立体アートに偽装していた宇宙船から発信されたSOS信号をきっかけに記憶を取り戻し、祖先が地球に残していたルディアンを起動させて宇宙船へ向かおうとするが、居合わせた警官の銃撃による負傷で失神し、Xioメディカルに保護される。目覚めるとメディカルの職員を人質にしてルディアンの引き渡しをXioに要求するが、要求を呑んで自ら代わりの人質となった大地の真意を知り、同時期に飛来したガーゴルゴンに立ち向かうべく共闘することとなる。しかしガーゴルゴンの強大な力には敵わず、エックスや大地がガーゴルゴンに敗れたことに責任を感じる。その後は優希の手当てを受け、囮となるべくルディアンを起動してガーゴルゴンを誘い込む。一時は石化光線でルディアンもろとも石化されかけるも、直後のXioの活躍で復活してエックスの協力でガーゴルゴンを倒す。最後は、地球と惑星ゴールドに平和の橋が架かるように願いつつ、身に着けていたペンダントを優希へ託し、前述の宇宙船に乗って惑星ゴールドへ帰って行った。
- 第6話・第7話は小林雄次による企画案『ウルトラマンゴールド』を基にしており、tE・rUは同作品でのウルトラマンにあたるキャラクターであった。

メカ守護獣 ルディアン
第6話「星の記憶を持つ男」、第7話「星を超えた誓い」に登場。
tE・rUの祖先であるゴールド星人が地球に残したロボットで、Xioでの分類はタイプM。丸い上半身と犬のような顔を持ち、両腕が大型のガトリングガンとなっている。基本的には内部のコックピットから有人式で操縦されるが、搭乗者が気絶するなどの危機に瀕した時にはその安全のため、自動防衛機能が働く場合もある。両腕のガトリングガンからハイパーガトリング光弾を連射し、遠距離から敵を攻撃する戦法が主体。また、その内部には惑星ゴールドの高密度エネルギーが秘められている。回想シーンでは頭部もガトリングガンとなった個体が惑星ゴールドに複数配置されていた。
スパークドールズほどの大きさとなって山奥に封印されていたが、ガーゴルゴンの接近を察知したtE・rUの放った光の力によって起動されて巨大実体化し、彼の操縦で公園にある宇宙船へ向かう。しかし、その途中でtE・rUが負傷により気を失ってしまったため、自動防衛機能が起動して街を破壊し始めたところでエックスと戦闘になるが、一時的に意識を取り戻したtE・rUによって機能停止し、元の大きさに戻る。その後はガーゴルゴンを相手にエックスと共闘し、エックスが庇って石化されてしまうも自身は難を逃れ、tE・rUの意思により再び起動すると、ガーゴルゴンをおびき寄せる囮となる。石化光線でtE・rUもろとも石化されかけるも、Xioの活躍によりエックス共々石化が解除される。最後は石化光線を反射されて石化したガーゴルゴンに、ガトリングガンで止めを刺す。
- スーツアクター：新井宏幸
- ミニコーナー「大地の怪獣ラボ」では、サイバー怪獣化されたサイバールディアンのサイバーカードが登場している。
- デザインは後藤正行が担当した。頭部のデザインは第6話監督の辻󠄀本貴則の愛犬がモデルであり、エジプト神話のアヌビス神からヒントを得たという。また、テレビアニメ『新造人間キャシャーン』のフレンダーも意識している。エックスと最後に共闘することからあまり怖い顔つきにならないよう留意している。当初は両腕を普通の手で描いていたが、辻󠄀本の演出的な狙いでガトリング砲に変更し、立ち回りを考慮して少し長かった銃身を短くしている。全体的な雰囲気はアステカなど南米付近の遺跡をイメージしている。
- 着ぐるみは『ウルトラマンメビウス』に登場したリフレクト星人の改造。当初は金色のインペライザーが登場する予定であったが、インペライザーはすでにたびたび登場していることから、新怪獣に変更された。砲撃を主体とした戦法は、インペライザーであった名残である。

石化魔獣 ガーゴルゴン
第6話「星の記憶を持つ男」、第7話「星を超えた誓い」に登場。
惑星ゴールドのエネルギーを狙う凶悪な宇宙怪獣。黄色い光の球体となって地球に飛来した。Xioでの分類はタイプG。目のない大きな頭部以外に両肩にも長い首を持つ小さな触手が2つ生えており、そこから稲妻状の破壊光線を放つ。また、大きな頭部の口には巨大な目が隠されており、そこから石化光線を放つうえにエネルギーを吸収することもできるが、同時に弱点にもなっている。tE・rUによれば遥か昔、1つの地球文明を石に変えて海に沈めており、それが地球ではゴルゴンの伝説の由来となったのではと推測されている。怪獣ではあるが知性を持っており、特殊な高周波を用いて地球人に対してコミュニケーション（一方的な脅迫）を行った。
惑星ゴールドで破壊の限りを尽くした後、ルディアンの内部に秘められたゴールドのエネルギーを狙って再度地球に飛来する。ウルトラマンエックスや大地と共闘するtE・rUとの戦いでは、エレキングアーマーを纏ったエックスのエレキング電撃波も通用しないほどの強力さでエックスとルディアンのタッグを追い詰め、石化光線でエックスを石化させるが、その直前にXスラッシュを目に受けたために宇宙へ撤退する。宇宙からは人類に44分以内にtE・rUを差し出すことを要求し、応じなければ地球上の全生命を石化させることを宣言する。これに対し、UNVER本部は世界各国のXio支部からミサイル「ペルセウス」を発射して攻撃するが、その全弾が破壊・吸収される。その後は再び地球に降り立ち、再起動していたルディアンをtE・rUごと石化させたところ、ワタル・ハヤト・アスナのトリプルユナイトシュートで目を破壊され、エックスとルディアンの復活を許してしまう。破壊された目を再生させて石化光線を放つが、ベムスターアーマーを纏ったエックスに跳ね返されて自分が石化したうえ、最後はルディアンのガトリングガンで全身を粉砕された。
- ミニコーナー「大地の怪獣ラボ」では、劇中未登場のスパークドールズが登場した。
- デザインは後藤正行が担当した。第6話・第7話を監督した辻󠄀本貴則が描いたラフなイメージを基にデザインし、辻󠄀本の要望により、知性はあるが怪獣らしいフォルムを意識すると同時に女性的なシルエットを持たせるため、腰が細くなっている。デザインモチーフはメデューサで、女性のようなシルエットで目を口の中に付けたり、首付近はコブラをイメージしている。頭部は獣に見えないよう目のない悪魔をイメージしたものとなっているが、角が目に見えるよう仕立てられている。またゴルゴンのイメージからヘビの要素も取り入れられている。ヘビは両肩にも付いているが、演者が手を中で入れ替えてどちらでも動かせる仕様になっている。
- 当初は「グーゴルゴン」という名称であったが、それでは可愛らしいという辻󠄀本の意見により変更された。
- 脚本ではガーゴルゴンが喋っていたが、辻󠄀本はこれに違和感を感じたため、直接喋らずに言葉を伝える形で演出した。
- 当初の脚本ではガーゴルゴンの猶予時間は44時間という設定であったが、その間はエックスが石化されたままのため、大地の不在に周囲が気づかないのはおかしいとして変更された。
- 最終話では、多数のガーゴルゴンがグリーザの配下として現れ、ガーゴルゴンに石にされた人間や怪獣をグリーザが吸収するという展開が検討されていたが、特撮の規模が大きくなることから実現には至らなかった。

『ウルトラマンオーブ THE ORIGIN SAGA』に登場するガーゴルゴン
『ウルトラマンオーブ THE ORIGIN SAGA』episode 2「えにし 〜所縁〜」、episode 10「はなあらし 〜花嵐〜」に登場。
王立惑星カノンの現女王・アマテがまだ幼いころ、先代の女王である彼女の母が化身した戦神と戦う。互角以上の力で戦神を苦戦させるが、最後は刺し違える覚悟で力を振り絞った戦神の前に敗れた。

『ウルトラマンR/B』に登場するガーゴルゴン
『ウルトラマンR/B』第3話「アイゼンテックにようこそ」に登場。
何者か（愛染）によって怪獣クリスタルから召喚され、上空から出現する。アイゼンテックに向かって進撃しているところに現れたウルトラマンロッソやウルトラマンブルと交戦。石化光線でブルを石化させるが、ロッソのルーブスラッガーによって目を切られてブルの復活を許す。さらに石化光線が鏡面に反射することを見抜かれ、ロッソのアクアミラーウォールで石化光線を跳ね返され自分の足が石化し動けなくなったところにブルのルーブスラッガーによって再び目を切り付けられ、最後は二人のクロススラッガーを食らい爆散した。
- 『R/B』第3話を監督した武居正能は、自身の手で演出を行いたいと考え、再登場を決めたと述べている。

『ウルトラマントリガー NEW GENERATION TIGA』に登場するガーゴルゴン
『ウルトラマントリガー NEW GENERATION TIGA』第9話「あの日の翼」に登場。
3000万年前にカルミラによって操られてユザレを襲撃するも、石化光線を跳ね返されて自身が石となり、封印される。その後、現代でシズマユナが18歳の誕生日を迎えた際にユザレの封印の効力が弱ったことで復活。青峰山に出現し、カルミラの命令でユナを狙いトリガーと戦闘になるが、トリガーとシズマミツクニの操縦するガッツウイングの奮戦に追い詰められ、最後はユザレとして覚醒しつつあったユナに光線を跳ね返され、ゼペリオンソードフィニッシュで両断された。
- スーツは『X』当時のもの。

不動怪獣 ホオリンガ
第10話「怪獣は動かない」に登場。
植物の特徴を持ち、口は花となっている怪獣で、本編開始より1か月前に突如坂根村の田園地帯に出現し、使われていない畑で眠っているように動かない怪獣であった。おとなしい性格であるが、怒ると目が赤くなり、背や花から視界を遮るほどの量の無害な花粉を放射する。また、根を触手のように操ることもできる。ホオリンガという名は村の少女・花によって名付けられたもので、坂根村の方言で「ホオリ様」を意味する。なお、村はこの怪獣を村興しの目玉にしようとしており、「サカネッシー」や「ヤマゴン」という名前を付けようとしたほか、芸を教え込もうとも画策していた。
村との協議の末、Xioが保護下に置いてモニタリングを行っていた。その中で栄養失調が判明し、治療弾を打って回復を試みるが、それにより体組織が異常活性化し、地中に伸びた根が村を次々と破壊してしまう。この対策として解毒剤の投与が決定されるが、効果が出るまで丸2日かかるために事前に村から引き離されることになり、運び出そうとするスカイマスケッティとジオアラミスへ花粉をばら撒いて抵抗し、暴れ回る。実は、昔から坂根村に現れてはやがて山となる怪獣であり、ホオリンガの高祖父から父にあたる怪獣も山となっていた。栄養失調も、自らの栄養素を周囲の土壌に与えていたためのものであり、事実ホオリンガ周辺の土壌では植物ホルモンが活性化していた。それを知った大地とウルトラマンエックスにより、Xバリアドームを展開されて周囲への花粉の拡散を抑えられた後、ピュリファイウェーブにより浄化されておとなしくなり、山へ変化する。
- ミニコーナー「大地の怪獣ラボ」では、劇中未登場のスパークドールズが登場した。
- 名前は日本神話の火遠理神に由来する。
- 当初のプロットでは『ウルトラマンマックス』のクラウドスが登場する予定であった。その後、新怪獣の登場に変更され、蛭子神をモチーフとしたヒルコンダという怪獣が考えられていたが、映画『ヒルコ 妖怪ハンター』とイメージが被るため、変更された。植物の怪獣という設定は、排泄物の描写を避けるために用いられた。
- 着ぐるみは『ULTRASEVEN X』に登場したペジネラの改造。当初は『ウルトラマンダイナ』のダランビアを改造する案もあったが、難しいため、体型が山に近いペジネラが選ばれた。顔の花は『ウルトラマンメビウス』に登場するソリチュランの頭部を流用している。配色は山中で目立つことと、最終的に山になる展開を視聴者に予想させにくくするために敢えてウミウシをモデルにしている。
- 坂根村の村おこしグッズとしてホオリンガを擬人化した「怪獣いろは」のイラストは、第10話監督の冨田卓が参加したローカルヒーロー作品『黄金鯱伝説グランスピアー』で劇中イラストを担当した人物が手掛けた。

幻影宇宙女王 ギナ・スペクター
第12話「虹の行く先」から第14話「光る大空、繋がる大地」に登場。
『ウルトラファイトビクトリー』でヤプールがジュダ・スペクターを復活させるために放ったビクトリウム・コアの力によって、モルド共々宇宙の暗黒の歪みの中で密かに復活していたギナの霊体とも言える存在。
今作では『アンドロメロス』登場時と異なり、蛇の装飾が備わったスーツを纏った人間の女性の姿で登場している。鞭状の武器・バットウィップを使用している点は同様だが生身の格闘能力も高く、遭遇したアスナと互角以上の戦いを繰り広げた。感情の起伏が激しく、普段こそ落ち着いているが作戦が失敗すると露骨に舌打ちし、失敗を犯した配下の宇宙人には容赦なく鞭打ちを浴びせていた。しかし、モルド・スペクターの制止を受けるとすぐに配下への鞭打ちをやめるなど、兄には忠実であり、弟ジュダの敵討ちも何としてでも果たそうとするなど兄弟愛も強い。
突如地球に出現すると休眠状態にあったデマーガを覚醒させ、「実験」と称して飛来したダークサンダーエナジーによってツルギデマーガへと変貌させた。さらにはその現場に調査のためやって来たアスナたちと一戦を交え、スパークドールズから巨大化させたザラガスを操り足止めさせる。その後モルド・スペクターと合流しダークサンダーエナジーを浴び、アスナやアリサと再び対峙するも、モルド・スペクターの撤退に合わせて一時撤退する。シャプレー星人に何かグア軍団を作るのに良い方法はないのかを問い、シャプレー星人が連れてきたマーキンド星人からメカゴモラのスパークドールズを受け取る。そしてシャプレー星人に銃殺されたマーキンド星人の手よりXio基地内の情報の入ったカプセルを手に取り、基地内にスパークドールズがあることを知る。スパークドールズをすべて目覚めさせて新たなグア軍団を作るため、メカゴモラに対して変身しようとしたヒカルとショウをシャプレー星人と共に妨害する。シャプレー星人にショウのモンスシューターから庇われた後、モルド・スペクターと融合してグア・スペクターへ変貌を遂げる。
- スペクターとは英語で「亡霊」の意。
- 第12話から第14話の監督を務めた坂本浩一は、格闘を得意とするヒロインであるアスナとアリサが揃うことから、スーツは用意できないが人間の姿で両者と戦うキャラクターとしてギナを登場させることを発想し、アクションを行える佃井皆美に出演を依頼した。元々はギナではないキャラクターが登場する予定であった。
- 衣裳は『ウルトラギャラクシー大怪獣バトル NEVER ENDING ODYSSEY』のペダン星人ハーランのものを改造した。
- 『ウルトラマンX Blu-rayBOX II』の封入解説書では、グア・スペクターのバット・キャリバーに現れたレリーフの形状からオリジナルのギナと同様の姿を隠し持っていたものと推測している。

幻影宇宙大王 モルド・スペクター
第13話「勝利への剣」、第14話「光る大空、繋がる大地」に登場。
ギナと同様、ビクトリウム・コアの力によって宇宙の暗黒の歪みの中で密かに復活していたモルドの霊体とも言える存在。
黒を基調とした体色に、骨のような装飾がなされている。ギナ・スペクターからは「兄上」と呼ばれている。トマホーク状の武器・バットアックスを携えている。一人称は「儂」で、闘いで相手を圧倒している際に「痛快、痛快!」と発するのが口癖。弟ジュダ・スペクターの仇討ちに強く燃えたり、妹ギナ・スペクターが融合を呼びかけた際には融合すれば彼女が元に戻れなくなるのを心配しつつ、その決意を受け入れて共にウルトラマン打倒を誓うなど、過去の作品と同様に弟と妹への思いやりは深い。
最初はギンガたちの世界に出現し、ジュダ・スペクターの仇を討つべく雫が丘でウルトラマンビクトリーを追い込む圧倒的な力を見せた。そこでギナ・スペクターからのテレパシーを受け、ビクトリー=ショウを拉致してXの世界へ飛来。ショウの口にマスクをつけ拘束し、ダークサンダーエナジーで自らの強化を目論んだ。そこに現れたウルトラマンエックスとの戦闘でも、バットアックスでの攻撃でエックスを圧倒し、エックスが強化変身したエクシードXをもマグマ星人とのタッグで追い詰めるも、ビクトリーランサーを取り戻したショウの援護で一時撤退する。その後次元の歪みを発生させグア軍団を呼び寄せようとしたとき、阻止すべく現れたエックスやビクトリーと戦闘になる。ショウとの特訓で成長したエックス=大地と互角の戦いを繰り広げるもエクシードXには圧倒され、エクシードスラッシュで大ダメージを負う。それでもなおグア軍団の襲来を待つ余裕を見せるが、グア軍団を全滅させて次元の歪みから現れたウルトラマンギンガのギンガファイヤーボールを受け、逆に窮地に立たされてウルトラマン3人の攻撃に圧倒され、ギナ・スペクターの進言を受けて撤退する。その後、ギナがマーキンド星人より強奪した情報を元に、Xioの基地オペレーションベースXに波動を放ち、保管されているすべてのスパークドールズを実体化させることで新たなグア軍団を作ろうと目論むが、バリアを張られたことにより失敗したため、ギナ・スペクターと融合してグア・スペクターへ進化する。
- 元々は別のストーリーが予定されていたが、制作統括の岡崎聖が『ウルトラファイトビクトリー』と関連付けることを提案し、ジュダに次いでモルドらも登場することとなった。第13話の脚本を担当した三好昭央は執筆にあたって『アンドロメロス』を観返し、悪役でありながら兄妹愛が強いことが印象に残ったため本作品でも踏襲している。監督の坂本は、洞窟内でのシーンでは『仮面ライダーX』のキングダークを、立ち回りでは映画『プロジェクトA』の海賊を意識している。
- デザインは後藤正行が担当。吊り上げた目を、より凶悪な顔付きに変更して、決定稿に近付くに従って黒が占める割合が増えるようにカラーリングを修正している。バットアックスは新規にデザインされた。
- スーツはジュダ・スペクターの流用で、マスクのみ新規に制作された。

幻影合身大魔帝 グア・スペクター
第14話「光る大空、繋がる大地」に登場。
モルド・スペクターが、ギナ・スペクターやジュダ・スペクターの精神エネルギーと融合したことにより誕生したグア究極体。外見上はモルド・スペクターと全く変化がないが、モルド・スペクターの本来の武器であるバットアックスに加え、鍔にギナ・スペクターとジュダ・スペクターの顔がつき心が宿ったバットキャリバーを武器としている。また、モルド・スペクターとギナ・スペクターが同時に話すような声で話す。本作品でも元々1つの存在であったものが3軍神に分離していたと設定されており、モルド・スペクターによると一度魂が1つになってしまうと二度と元には戻れなくなるらしい。
エックス・ギンガ・ビクトリーと激闘を繰り広げ、一時はギンガとビクトリーをバットアックスとバットキャリバーによる二刀流の斬撃で圧倒する。しかしギンガとビクトリーのフュージョンでウルトラマンギンガビクトリーが現れ、さらにエックスもエクシードXへと変身するとたちまち圧倒され、エクシードXのエクシードイリュージョンを食らって怯んだところに、ギンガビクトリーのフォトンエッジを食らいバットアックスを破壊される。さらにソルジェント光線でバットキャリバーも破壊され、その上エクシードXのエクシードエクスラッシュによってこれ以上の復活を封じられた。最後は、ギンガビクトリーのゼペリオン光線とエクシードXのエクスラッガーショットを同時に受けて倒された。
- エクシードXとギンガビクトリーの両方を登場させるため、それらに匹敵する強大な敵として登場することとなった。
- 『アンドロメロス』のグアのスーツに付属していたジュダとギナのマスクパーツのみが現存していたため、バットキャリバーにつけられた顔はこのマスクから型取りして作られた。

『ウルトラギャラクシーファイト 運命の衝突』に登場する幻影合身大魔帝 グア・スペクター
YouTube配信作品『ウルトラギャラクシーファイト 運命の衝突』に登場。
幻影宇宙帝王 ジュダ・スペクターと幻影宇宙大王 モルド・スペクターの霊魂を亡霊魔導士 レイバトスが幻影宇宙女王 ギナ・スペクターの肉体にギガバトルナイザーによって合身させた姿。無差別光弾を全方位に放ち、メカバルタンとサイバーメカバルタンを途方もないエネルギーによって召喚するが、ウルトラマンレイガのレイガ・アルティメットブラスターによって敗れ、合身が解除される。

## 登場アイテム・劇中用語
スパークドールズ

地球各地で眠っていた謎のオーパーツ。ウルトラ・フレアをきっかけに怪獣となって実体化する。日本海溝付近で多く発見されるため、日本とその周辺海域での怪獣出現率は地球全体の20%を占めており、他の地域平均の84倍にもなっている。現在も多数が不安定な状態で眠っており、時に実体化してしまうことがある。物語開始当初、人類は一度実体化したスパークドールズを元に戻す術を有しておらず、ウルトラマンエックスのみがそれを可能としていた。Xioには、ザナディウム光線に含まれる未知の粒子によって怪獣をスパークドールズにしていると分析された。その後、実体化できるようになったサイバーゴモラも使用可能になった。
自力で動くことはないが感情は有しており、ジオデバイザーで読み取ることができる。劇中では怪獣出現を感知して振動することがあったほか、人間とスパークドールズの心のつながりがサイバー怪獣実体化の鍵となった。また、本来の生息地に似た環境に置くと感情がかなり安定することが、大地の研究で判明している。後にリアライズビームの照射によって、3分間のみ実体化させることができるようになった。
ウルトラ・フレア
物語開始の15年前に発生し、スパークドールズが目覚めるきっかけを作った太陽フレア。謎の発光生命体＝グリーザがエックスによって太陽に衝突した影響で太陽の異常爆発が発生し、地球の空に紫色のオーロラが出現した。また、この時に大地の両親が電波研究所ごと消滅して消息不明になったほか、宇宙に歪みを生じさせて別宇宙への突破口まで作り出しており、電波研究所の跡地もその特異点の1つとなっていた。
電脳世界
膨大なデータが存在する電子の世界。大地はエックスとユナイトしている際エックスの内部にあるこの空間にいる描写がされており、最終話で残されたカラータイマーから突入したアスナも「エックスの中」と発言している。
グルマンによると生身の人間が行き来するのは危険とのことで、第12話でデバイザーを介して突入した大地は、長時間電脳世界に存在した影響で体が消滅しかけており、最終話で突入したアスナも脳波が一時的に限界値を越え命の危機に瀕した。
ダークサンダーエナジー
第12話以降、復活が近づくグリーザから降り注いだ黒い雷状の暗黒エネルギー。これを浴びた怪獣は目が赤くなって強化・凶暴化してしまうほか、ウルトラマンを弱体化させる作用があるらしく、エナジーを狙うために別宇宙からグア軍団が襲来することにもつながった。
このエナジーは、グリーザが吸収の最優先対象となる生命エネルギーの強い生物を探知するためのもので、地球ではエナジーがこれに該当するスパークドールズ＝怪獣を感知し、一連の事件を引き起こしていた。そのため、強い生命エネルギーを持っていたゴモラには、Xioのエナジーシールドを破壊するほど連続して降り注いだ。電磁波にも反応するらしく、ムーの身体が放つ電磁波でエナジーの降下率が2.16倍に跳ね上がったこともある。地球で犯罪を犯す宇宙人たちの中には、このエネルギーが意味するもの＝グリーザによる地球滅亡を、情報として入手している者もいた。
地名
梅沢市
デマーガが出現し、エックスが初めて戦った街。また、ダークサンダーエナジーが初めて観測された街でもある。
惑星ギレルモ
第5話の舞台となった宇宙の彼方の惑星。ナックル星人バンデロを追ってきたウルトラマンゼロが、ウルトラマンゼロアーマーを装着して後から到着したエックスと共に、バンデロやブラックキング ドリルカスタムとの決戦を繰り広げる。
- 日本の特撮作品に造詣が深いことでも知られる映画監督ギレルモ・デル・トロは、第5話の放送後にファンからTwitterで本惑星のことを知らされ、喜んだという。
- 次回作『ウルトラマンオーブ』でもメイン監督を務めた田口とメインライターの中野貴雄による同作の私案「エピソード10構想」では第2章（エピソード2-4）の舞台となっている。

惑星ゴールド
ガーゴルゴンによって住民ごと石化された惑星。tE・rUはその唯一の生き残りである。ガーゴルゴンが倒された後、石化は解かれた模様。
坂根村
昔からホオリンガの一族が住み着いてきた村。ホオリンガが出現した際、村興しに利用した。
多々良町
相沢サクラが引っ越してきた町で自然が豊かな町。サクラの家の近くにはピグモンが住み着いており、「赤いお化け」と噂されていた。町の中心にはショッピングモールがある。
- 町名は『ウルトラマン』第8話に登場した、ピグモンの生息地である多々良島に由来する。

## キャスト

### レギュラー・準レギュラー
- 大空大地 - 高橋健介
- 山瀬アスナ - 坂ノ上茜
- 風間ワタル - 細田善彦
- 貴島ハヤト - 松本享恭
- 高田ルイ - 百川晴香
- 三日月マモル - 原田隼人
- 山岸タケル - TAKERU
- 松戸チアキ - 瀬下千晶
- 橘さゆり - 月船さらら
- 神木正太郎 - 神尾佑
- 大空鷹志 - 柳憂怜
- 大空遥 - 越智静香
- 大空大地（幼少期） - 一瀬礼旺

### ゲスト
- 学生キャンパー[注釈 16] - 大塚佳奈江、菅原彩香、佐戸彰悟、福井成明（1）
- ロシアの人々 - 宇那（1[165][注釈 17]）
- ロシアの人々 / 中東の人々 - 春咲小紅（1[165][注釈 17]）
- シンガポールの人々 - 小林雄次、中野貴雄、林壮太郎（1[166][注釈 17]）
- 河原の父親 - 冨田卓（1[167][注釈 17]）
- 梅沢市の群集 - 小林弘利、三好昭央（1[168][注釈 17]）
- 梅沢市の群集 / 坂根村の観光客 - 内田裕基、勝冶京子（1[169] / 10[170]）[注釈 17]
- 増田公二 - 仲義代（2）
- 増田圭吾 - 鈴木貴雄（2）
- アンバサダーガール - 緒沢あかり（2）
- グルマンに突き飛ばされた学生 - 西田薫子（2[171][注釈 18]）
- 間伏涼子 - 佐伯日菜子（3）
- 土岐 - 髙橋麻琴（3）
- Xio道場教官 - 岡野弘之（4[172][注釈 17]）
- 南川大輔 - 三浦浩一（6,7）
- tE・rU（） - 黄川田将也（6,7）
- 春崎優希 - 新舛有紀（6,7）
- 井上和子 - 山田朝華（6）
- 警官 - 小島遊園地（6）[注釈 16]、安藤広郎（9）
- 南川の秘書 - 太宰美緒（6,7）
- Xioメディカル職員[注釈 16] - 太田彩乃（6）
- トウマ・カイト - 青山草太（8）
- 風間イサム - 汐谷恭一（9）
- イカルス星人 伊刈 - 関智一（9）
- バルキー星人 春木 - 橋本達也（9）
- ナックル星人 名栗 - 平野勲人（9）
- ラグビー部監督 - 石川安彦（特別出演 / 9）
- 解説 - 比嘉智也（特別出演 / 9）
- 12番選手 - 草野大成（9）
- 9番選手 - 今泉豪樹（9）
- 実況 - 山中敦史（9）
- 「NanNan」表紙モデル - 高田和加子（写真出演、9）
- 実況席の男 - 岡崎聖（9[173][注釈 17]）
- 須田大和 - 徳井優（10）
- 植木千鶴 - 平田弥里（10）
- 草野敦之 - 水野直（10）
- 須田花 - 中村愛依（10）
- 幻影宇宙女王ギナ・スペクター - 佃井皆美（12 - 14）
- 礼堂ヒカル - 根岸拓哉（13,14）
- ショウ - 宇治清高（13,14）
- 杉田アリサ - 滝裕可里（13,14）
- Xio一般隊員 - 蛇澤圭佑（15）
- 神木裕美 - 平田薫（15）
- 神木の妻 - 森田亜紀（15）
- 神木裕美（10歳） - 根本真陽（15）
- 尾形大助 - 越知靖（15[174][注釈 17]）
- 結婚式の参列客 - 鶴田幸伸、高橋健介（15[175][176][注釈 17]）
- 橘かおる - 渡邉空美（16,20）
- 橘みちる - 田牧そら（16,20）
- ディレクター - イマニシケンタ（16）
- 女子大生 - 芹澤りな（16）
- セミ女 - 宇那（16）
- ケムール人（人間体） - 高橋麻琴（16）
- 人間標本の被害者たち[注釈 16] - 鈴原かおり、横田存阿、坂井くるみ（16）
- Xio宇宙人犯罪対策部第四課隊員 - 藤丸和徳（16[177][注釈 17]）
- 相沢かおり - 遠藤久美子（17）
- 相沢サクラ - 濱田ここね（17）
- 彩乃の母 - 中山さおり（17）
- 美咲の母 - 清水智子（17）
- 彩乃 - 佳音（17）
- 美咲 - 木本想（17）
- 松嶋 - 堀本能礼（17）
- 田村 - 仁科貴（17）
- ショッピングセンターの店員 - 金時むすこ（17）
- ピグモンのともだち[注釈 16] - 齊藤詢乃介、柿木美祈、高橋凛（17）
- 菜々子 - 大塚千弘（18）
- 喫茶店のマスター[注釈 19] - 井上芳憲（本人出演[179]、18）
- ラグビー選手 - 道仙拓真、君永佑太、森タクト、羽生卓人、鈴木哲也、山田至央、安野元裕、矢野弘樹（18）
- モニターに映った犬 - むーちゃん（18[180][注釈 17]）
- ドライバー - 髙橋創（18[181][注釈 17]）
- 橘祥吾 - 川久保拓司（友情出演 / 20）
- 柊野原 - 藤岡眞名美（20）
- Xio整備班長 - 辻󠄀本貴則（21[182][注釈 17]）

### 声の出演
- ウルトラマンX[注釈 20] - 中村悠一
- 凶悪宇宙人ザラブ星人 - 村上ヨウ（4）
- 暗殺宇宙人ナックル星人バンデロ - 岸哲生（5）
- ウルトラマンゼロ - 宮野真守（5）
- 石化魔獣ガーゴルゴン / 宇宙化猫ムー - ジェーニャ（7 / 18）
- 高速宇宙人クワイラ - 松本健太（8）
- 暗黒星人ババルウ星人 - 直塚和紀（9）
- 変身怪人ゼットン星人 - 小野友樹（9）
- 三面怪人ダダ - 前田高宏（9）、南雲大輔（16）
- 誘拐怪人ケムール人 - 外島孝一（9,16）
- サーベル暴君マグマ星人 - 祐仙勇（12,13）
- 暗黒星人シャプレー星人 - 陣谷遥（12 - 14）
- 幻影宇宙大王モルド・スペクター - 宇垣秀成（13,14）
- 宇宙商人マーキンド星人 / ナレーター - 金子はりい（14 / 16）
- 自衛隊の招集連絡 / 三面写真の撮影官 - 田口清隆（15[183] / 16[184]）[注釈 17]
- 人工生命M1号 - 飯塚昭三（19）
- ハヤトの父 - 千葉繁（21[注釈 21]）
- ファントン星人グルマン（2 - 14,16 - 22） / ナレーション（1） - 松本保典
- ナビ音声 / アナウンス - 山村響

### アクション
- ウルトラマンX、ウルトラマンゼロ、ウルトラマンビクトリー - 岩田栄慶
- 熔鉄怪獣デマーガ、火山怪鳥バードン、ファントン星人グルマン[注釈 22]、メカ守護獣ルディアン、ナックル星人 名栗、不動怪獣ホオリンガ、古代怪獣ゴメス、深海怪獣グビラ、どくろ怪獣レッドキング、人工生命M1号、バグバズンブルード - 新井宏幸
- ウルトラマンゼロ、石化魔獣ガーゴルゴン、高速宇宙人クワイラ、電脳怪獣サイバーゴモラ - 岡部暁
- 地底怪獣テレスドン、宇宙大怪獣ベムスター、用心棒怪獣ブラックキング、海獣キングゲスラ、EXゴモラ - 横尾和則
- イカルス星人 伊刈 - 矢﨑大貴
- 凶悪宇宙人ザラブ星人、暗殺宇宙人ナックル星人バンデロ、バルキー星人 春木 - 力丸佳大
- ウルトラマンマックス、彗星怪獣ドラコ - 石川真之介
- 宇宙恐竜ゼットン、三面怪人ダダ、熔鉄怪獣ツルギデマーガ - 梶川賢司
- 友好珍獣ピグモン - 丸田聡美
- ファントン星人グルマン - 福島弘之
- 暗黒星人ババルウ星人 - 常光博武
- 誘拐怪人ケムール人、幻影宇宙大王モルド・スペクター、虚空怪獣グリーザ - 桑原義樹
- 変身怪人ゼットン星人、ロボット怪獣キングジョー、ウルトラマンギンガ、ウルトラマンネクサス - 寺井大介
- 宇宙悪霊アクマニヤ星人レフリー - 稲庭渉
- 根本史彦
- 大村将弘
- 安達仁美
- 山口仁美
- 川手利文
- 福田憲文
- 永地悠斗
- 湯原愛子
- 鈴木美奈子

## スタッフ
演出陣では、メイン監督に田口清隆を据え、『ウルトラマンギンガ』シリーズの各メイン監督であった坂本浩一、アベユーイチ両監督がサブで演出を担当。アベユーイチは第20話に限り、『ウルトラマンネクサス』放映時点で用いていた阿部雄一名義で演出を担当した。他にも『ウルトラゾーン』以来約3年振りに円谷プロ作品の演出を手掛ける辻󠄀本貴則や、『ウルトラマンティガ』以降、平成ウルトラシリーズにおいて長年に渡り助監督を務め、本作品がシリーズ初監督となる冨田卓が参加する。エクシードX登場編を監督した坂本は、エクスラッガーの玩具開発にも携わった。
脚本では、『ウルトラマンギンガS』のライター陣から武井彩を除く全6名が続投しているほか、シリーズ初参加の脚本家が加わった総計10名のうち4名がシリーズ構成を務めるという異例の編成となっている。
音楽も『ウルトラマンギンガ』シリーズに引き続き小西貴雄が担当し、『ギンガ』シリーズの劇伴音楽も多用されている。
- 監督 - 田口清隆、坂本浩一、辻󠄀本貴則、アベユーイチ[注釈 2]、冨田卓
- シリーズ構成 - 小林雄次、中野貴雄、小林弘利、黒沢久子
- 脚本 - 小林雄次、小林弘利、中野貴雄、黒沢久子、林壮太郎、柳井祥緒、内田裕基、三好昭央、勝冶京子、三浦有為子
- 監修 - 大岡新一
- 企画 - 猪狩友宏、片野良太（バンダイ）、仲吉治人（バンダイビジュアル）、山西太平（電通）
- 制作統括 - 岡崎聖
- チーフプロデューサー - 北浦嗣巳
- プロデューサー - 菊池英次
- 企画協力 - 稲山浩文、春山ゆきお（バンプレスト）、渋谷浩康、仲井智徳、有澤亮哉
- 番組担当 - 吉野文（テレビ東京）、小掛慎太郎、竹葉理沙
- 番組宣伝 - 石原裕也（テレビ東京）、徳田良平
- 撮影監督 - 髙橋創
- 照明 - 武山弘道
- 美術 - 木場太郎
- 録音 - 藤丸和徳、星一郎
- 編集 - 矢船陽介
- スクリプター - 山内薫、山﨑美緒、今野七香、笹本千鶴
- 操演 - 根岸泉
- 助監督 - 武居正能
- 特撮助監督 - 越知靖
- アクションコーディネイト - 岡野弘之
- 視覚効果 - 三輪智章
- VFXコーディネーター - 豊直康
- キャラクターデザイン - 後藤正行、田口清隆、三ノ輪さりと、辻󠄀本貴則、冨田卓
- 特殊造形 - 潤淵隆文、品田冬樹、開米敏雄、田原俊、橋本琢、横内浩樹、村上佳代、八木将勝、田中史郎
- キャスティング - 空閑由美子、島田和正
- 衣装 - 江森明日佳、澤井史野、清水寿美子
- ヘアー・メイク - 梶清恵
- 装飾 - 大藤邦康
- 持ち道具 - 熊切佑美、三﨑茉莉子
- 背景 - 島倉二千六
- 画コンテ - なかの★陽、西川伸司、市川智茂、坂本浩一、林谷和樹
- タイトルロゴデザイン - 竹内純
- サブタイトルデザイン - 井野元大輔
- 造形 - 山部拓也、小林靖博、山長和徳、亀田義郎
- キャラクターメンテナンス - 福井康之、宮川秀男
- 音響効果 - 古谷友二
- 音楽 作・編曲 - 小西貴雄
- 音楽制作 - 鈴木俊太郎（rooM78）
- 音楽協力 - テレビ東京ミュージック
- ミリタリー・スーパーバイザー - 越康広、長谷部浩幸
- ラグビー指導 - 吉田祐太
- 光学作画 - 飯塚定雄
- スチール - 橋本賢司
- メイキング - 島崎淳、太谷公亮
- アシスタントプロデューサー - 鶴田幸伸、村山和之、手島光一
- 車輌協力 - 日産自動車
- カースタント - 高橋レーシング
- ミニチュア - マーブリング・ファインアーツ
- 特機 - 宗特機
- ノートパソコン協力 - 日本マイクロソフト
- 技術協力 - IMAGICA
- VFX・CG - 日本映像クリエイティブ、アンダーグラフ、キュー・テック、林デジタル工務店、有限会社イコナ、株式会社 幻影、TSUBAKI、MAGNUS-AGRI
- 美術協力 - アートフォー
- 特撮スタジオ - 日活調布撮影所
- ロケ協力 - はだのクリーンセンター、富士急グループ プレジャーフォレスト、多摩市、木更津市、明星大学
- 連載協力 - 講談社、小学館
- 協力 - 日本ラグビーフットボール協会[注釈 23]、ファミリーマート
- 「ウルトラマンエックス」製作委員会
- 製作・著作 - 円谷プロダクション

## 主題歌
主題歌「ウルトラマンX」（1番：第1話 - 第14話、総集編1・2 / 2番：第15話 - 最終話、総集編3）
作詞 - おちまさと / 作曲・編曲 - 小西貴雄 / 歌 - ボイジャー feat.大空大地
最終話ではエンディングテーマとして使用された。
エンディングテーマ「Unite 〜君とつながるために〜」（1番：第1話 - 第14話、最終話 / 2番：第15話 - 第21話）
作詞 - TAKERU、瀬下千晶 / 作曲・編曲 - 小西貴雄 / 歌 - ボイジャー
最終話では挿入歌として使用された。
挿入歌
「すすめ!ウルトラマンゼロ」（第5話）
作詞 - 田靡秀樹 & 山口智大 / 作曲・編曲 - 小西貴雄 / 歌 - ボイジャー
「ウルトラマンビクトリーの歌」（第13話）
作詞 - 岡崎聖 / 作曲・編曲 - 小西貴雄 / 歌 - ボイジャー
「ウルトラマンギンガの歌」（第14話）
作詞 - 田靡秀樹、岡崎聖 / 作・編曲 - 小西貴雄 / Guitar - 井上裕治
歌 - ボイジャー、千紗、湯舟春菜、竹内浩明、根岸拓哉、宮武美桜、大野瑞生、雲母、草川拓弥

## 特徴
それまでのウルトラマンは、ほとんどが自ら人間に変身しているか人間と一体化していた。だが、本作品ではエックスは変身アイテム・エクスデバイザーに宿っており、主人公・大空大地とのバディ関係が描かれている。
Xioの描写も田口のこだわりで「プロの防衛隊らしさ」が追求されている。ストーリー制作も単に怪獣が出現したから出動するのではなく、怪獣を倒すために必要な戦略や目的を明確化することが重視されている。また、隊員たちの日常性も重視され、劇中での描写の有無に関係なく細かい部分まで設定が用意されており、存在に奥行きを出すことも意図されている。
撮影開始前には元自衛官を招き、出演者たちに銃器の扱いや敬礼などの講義が行われた。一方で、『ウルトラギャラクシー大怪獣バトル』シリーズ（2007年 - 2011年）以来登場の途絶えていた航空機や、シリーズ初となるトラック型車両の登場なども宣伝されている。
その他の設定や世界観についても、田口の意向で説得力のあるハードSFを目指している。スパークドールズやファントン星人グルマンなどの登場は田口の参加前に決定していたが、これらも設定の理由付けや造形のリアリティなどが追求されている。その一方、田口は設定による自縄自縛にならないよう各話監督へ無理強いしないことも掲げていた。
近年の作品では怪獣が同時に複数登場することが多く、田口は1匹ごとの印象が薄くなっているのではないかという考えにより、本作品では各話のメインとなる怪獣の魅力を引き出すことを目指している。田口や脚本の小林弘利は生物として怪獣を描くことを意識しており、「怪獣との共存」をテーマにしつつも、同じテーマを描いた『ウルトラマンガイア』や『ウルトラマンコスモス』と異なり、怪獣本来の生息地を尊重しつつ人間に危害を加えたら殺処分も行うという現実の自然保護区や猛獣対策に近いものとしている。
撮影では、『ウルトラマンギンガS』に続きフィルムカメラに近いニュアンスの画質の映像が撮影できるデジタルシネマキャメラのRED EPICを使用していることで、デジタル合成にも向いており、ミニチュアは製作されていないものの、XioマスケッティなどのCG映像がかつてのミニチュア特撮に匹敵する存在感のある特撮映像となっている。また、従来はメイキングに使用されていた小型カメラGoProをメインカメラの1つとして導入しており、特撮セットでの巨大感を演出している。
本作品は平成ウルトラヒーローが多く客演するのも特徴である。歴代ウルトラヒーローを紹介する『新ウルトラマン列伝』枠で放送するならば、その活躍をちりばめたいという考えによるもので、あえて平成ウルトラヒーローを客演させることで若い世代のファンも楽しめる作品を目指している。客演ヒーローは、前作からのギンガとビクトリー、『列伝』シリーズと縁が深いゼロ、他作品への客演が少ないマックスとネクサスにすることが企画当初から決まっていた。
本作品の企画成立前に新ウルトラマンの企画募集があり、このうち小林雄次が提出した『ウルトラマンゴールド』は本作品第6話・第7話に転用された。

## プロモーション
『ギンガS』に引き続いて本作品も日産自動車との共同プロモーションが行われており、Xioの車両は日産の100%電気自動車がベースになっている。
2015年7月7日には、円谷英二の生誕を記念したGoogle Doodleが公開された。円谷プロと協力してその制作に当たったDoodleチームは、本作品の撮影現場を見学に訪れていたという。

## 評価
第1話放送後にはTwitterのトレンドに「ウルトラマンX」というワードが並び、『福家警部補』シリーズなどで知られるほか、『ウルトラマンマックス』に脚本参加歴のある推理作家・大倉崇裕や落語家・立川志ら乃などもファンの声に混じって高評を述べていた。
また、ウルトラマンネクサスの登場した第20話では、放送後に佐藤康恵や宮下ともみといったオリジナルキャストに加え、同作のシリーズ構成を務めた長谷川圭一らがそれぞれ思い思いのコメントを寄せた。

## 放送日程
- 本編終了後には最終章を除いた毎回に、怪獣やサイバーカードの解説をするミニコーナー「大地の怪獣ラボ」が放送される。第19話の初回放送版ではこの代わりに『番組登場!変身ポーズフォトキャンペーン』から応募5作品を紹介した。
- 第7話と第8話の間、第14話と第15話の間および最終話の後には、今後の展開の先行予告映像も含めた総集編が放送された。これらの回では番組フォーマットを『新ウルトラマン列伝』のものに合わせており、EDやミニコーナーは削除されている。また、独立UHF局などで『列伝』から切り離された単独番組として再放送される際には、これらの総集編の放送は割愛されている。

| 話数   | 放送日         | サブタイトル          | 登場怪獣・宇宙人 | エックス以外の登場ヒーロー                                                   | 怪獣ラボの登場キャラクター                         | 脚本       | 監督         | 新列伝放送話 |
| ------ | -------------- | --------------------- | --- | ---------------------------------------------------------------------------- | -------------------------------------------------- | ---------- | ------------ | ------------ |
| 1      | 2015年 7月14日 | 星空の声              | - グリーザ - ベムラー - バニラ - アボラス - マグラー - ペスター - ペギラ - デマーガ                                        | -                                                                            | - デマーガ - ウルトラマンエックス                  | 小林雄次   | 田口清隆     | 第106話      |
| 2      | 7月21日        | 可能性のかたまり      | バードン | -                                                                            | - ゴモラ - サイバーゴモラ                          | 小林弘利   | 田口清隆     | 第107話      |
| 3      | 7月28日        | 夜を呼ぶ歌            | - 地底女 - テレスドン | -                                                                            | - テレスドン - サイバーエレキング                  | 中野貴雄   | 田口清隆     | 第108話      |
| 4      | 8月4日         | オール・フォー・ワン  | - ザラブ星人 - ベムスター                                                                                                  | -                                                                            | - ベムスター - サイバーテレスドン                  | 黒沢久子   | 坂本浩一     | 第109話      |
| 5      | 8月11日        | イージス 光る時       | - ブラックキング - ブラックキング ドリルカスタム - ナックル星人バンデロ                                                    | ウルトラマンゼロ                                                             | - エレキング - ウルトラマンゼロ                    | 中野貴雄   | 坂本浩一     | 第110話      |
| 6      | 8月18日        | 星の記憶を持つ男      | - ゴールド星人tE・rU - ルディアン - ガーゴルゴン                                                                           | -                                                                            | ルディアン                                         | 小林弘利   | 辻󠄀本貴則     | 第111話      |
| 7      | 8月25日        | 星を越えた誓い        | - ゴールド星人tE・rU - ルディアン - ガーゴルゴン                                                                           | -                                                                            | - ガーゴルゴン - サイバーベムスター                | 小林雄次   | 辻󠄀本貴則     | 第112話      |
| 8      | 9月8日         | 狙われたX             | - ゼットン - スラン星人クワイラ                                                                                            | ウルトラマンマックス                                                         | - ゼットン - サイバーゼットン                      | 林壮太郎   | アベユーイチ | 第114話      |
| 9      | 9月15日        | われら星雲!           | - ナックル星人ナクリ - イカルス星人イカリ - バルキー星人ハルキ - ババルウ星人 - ゼットン星人 - ダダ（A）                   | -                                                                            | - ザラブ星人 - バルキー星人ハルキ 他               | 中野貴雄   | アベユーイチ | 第115話      |
| 10     | 9月22日        | 怪獣は動かない        | ホオリンガ | -                                                                            | - ホオリンガ - ウルトラマンマックス                | 柳井祥緒   | 冨田卓       | 第116話      |
| 11     | 9月29日        | 未知なる友人          | - キングジョー - サイバーゴモラ                                                                                            | -                                                                            | - サイバーゴモラ - キングジョー                    | 小林雄次   | 冨田卓       | 第117話      |
| 12     | 10月6日        | 虹の行く先            | - ギナ・スペクター - デマーガ - ツルギデマーガ - ザラガス - サイバーゴモラ - マグマ星人 - シャプレー星人                   | -                                                                            | - ザラガス - ウルトラマンエクシードX               | 内田裕基   | 坂本浩一     | 第118話      |
| 13     | 10月13日       | 勝利への剣            | - モルド・スペクター - ギナ・スペクター - マグマ星人 - シャプレー星人                                                      | - ウルトラマンビクトリー - ウルトラマンギンガ                                | - ツルギデマーガ - マグマ星人                      | 三好昭央   | 坂本浩一     | 第119話      |
| 14     | 10月20日       | 光る大空、繋がる大地  | - モルド・スペクター - ギナ・スペクター - シャプレー星人 - マーキンド星人 - メカゴモラ - サイバーゴモラ - グア・スペクター | - ウルトラマンギンガ - ウルトラマンビクトリー - ウルトラマンギンガビクトリー | - メカゴモラ - ウルトラマンギンガビクトリー        | 林壮太郎   | 坂本浩一     | 第120話      |
| 15     | 11月3日        | 戦士の背中            | - ゴメス（S） - サイバーゴモラ                                                                                             | -                                                                            | ゴメス（S）                                        | 黒沢久子   | 田口清隆     | 第122話      |
| 16     | 11月10日       | 激撮!Xio密着24時      | - ケムール人 - セミ女 - ダダ（A・B・C） - グビラ                                                                           | -                                                                            | - ケムール人 - ウルトラマンビクトリーナイト        | 中野貴雄   | 田口清隆     | 第123話      |
| 17     | 11月17日       | ともだちは怪獣        | - ピグモン - キングゲスラ                                                                                                  | -                                                                            | ピグモン                                           | 勝冶京子   | 辻󠄀本貴則     | 第124話      |
| 18     | 11月24日       | ワタルの恋            | - ムー - レッドキング - EXレッドキング - ドラコ                                                                            | -                                                                            | キングゲスラ                                       | 黒沢久子   | 辻󠄀本貴則     | 第125話      |
| 19     | 12月1日        | 共に生きる            | - M1号 - ゴモラ - EXゴモラ                                                                                                 | -                                                                            | - レッドキング - ウルトラマンギンガ (本放送時以外) | 三浦有為子 | アベユーイチ | 第126話      |
| 20     | 12月8日        | 絆 -Unite-            | - ベムラー - バグバズンブルード                                                                                            | ウルトラマンネクサス                                                         | - ベムラー - ウルトラマンネクサス                  | 小林弘利   | 阿部雄一     | 第127話      |
| 21     | 12月15日       | 美しき終焉            | - グリーザ - サイバーゴモラ                                                                                                | -                                                                            | -                                                  | 小林弘利   | 田口清隆     | 第128話      |
| 22     | 12月22日       | 虹の大地              | - グリーザ - サイバーゴモラ - EXゴモラ - ツルギデマーガ - EXレッドキング                                                   | -                                                                            | -                                                  | 小林雄次   | 田口清隆     | 第129話      |
| 総集編 |                |                       | |                                                                              |                                                    |            |              |              |
| 1      | 9月1日         | 出会い そして仲間たち | 第1話 - 第7話に登場した怪獣・宇宙人・ヒーロー                                                                              | 第1話 - 第7話に登場した怪獣・宇宙人・ヒーロー                                | -                                                  | 池田遼     | 村上裕介     | 第113話      |
| 2      | 10月27日       | 限界を超えた勝利の光  | 第8話 - 第14話に登場した怪獣・宇宙人・ヒーロー                                                                             | 第8話 - 第14話に登場した怪獣・宇宙人・ヒーロー                               | -                                                  | 足木淳一郎 | 村上裕介     | 第121話      |
| 3      | 2016年 1月5日  | 絆でひとつになる世界  | 第15話 - 最終話に登場した怪獣・宇宙人・ヒーロー                                                                            | 第15話 - 最終話に登場した怪獣・宇宙人・ヒーロー                              | -                                                  | 足木淳一郎 | 村上裕介     | 第130話      |

## 映画
2016年3月12日より『劇場版 ウルトラマンX きたぞ!われらのウルトラマン』が全国松竹系映画館にて公開された。タイトルの「きたぞ!われらのウルトラマン」は、『ウルトラマン』の主題歌の歌詞からの引用である。
キャッチコピーは「地獄襲来！ 解き放て究極の力!!」。
2016年は『ウルトラマン』が放送開始50周年、『ウルトラマンティガ』が放送開始20周年を迎えることでこの2作品の記念作品という側面があり、両作品のキャラクターだけでなくストーリーにも両作品の要素が取り入れられている。メインゲストも両作品に関わりがある人物として、『ティガ』でヒロインのレナ隊員を演じ、『ウルトラマン』でハヤタを演じた黒部進の実娘でもある吉本多香美が出演するほか、テレビシリーズにゲスト出演したウルトラマンたちが登場する。
監督はテレビシリーズのメイン監督を務めた田口清隆が続投。撮影はテレビシリーズ最終話と並行して行われた。ストーリーはテレビシリーズ最終話の半年後を舞台とするが、作品としてはテレビシリーズ未見でも楽しめる内容としている。また、テレビシリーズ終盤がシリアスな展開となったことから、コメディ要素も取り入れた明るいエンターテイメントとすることが意識された。そのほか、怪獣映画やライブステージのオマージュも取り入れられており、幅広い年齢層が感情移入できる作品とすることが志向された。
本作品ではテレビシリーズよりも特撮に力が入れられており、大規模なミニチュアセットが組まれた。田口は自身が少年時代に観た平成ゴジラシリーズを意識し、現代の子供たちにもミニチュア特撮の迫力を感じてもらいたいという想いを込めている。海外のシーンは、実景の映像や写真にキャラクターを合成している。
通常は宣伝部が制作する予告編も、本作品では田口が担当した。制作にあたっては女性客へのアピールを要望されたが、田口はメインターゲットである男性客が離れていると考え、平成ガメラシリーズを意識した怪獣映画風の映像とした。また、脚本時点での副題は「ファイナル・ユナイト」であった。
2016年3月3日には新宿ピカデリーにて完成披露上映イベント「ウルトラ上映祭」が開催され、田口や俳優陣、ウルトラマンたちなどのほか、黒部がスペシャルゲストとして登壇した。

### あらすじ（映画）
考古学者・玉城ツカサからの通報を聞き、大地とアスナは秋田県に存在する芭羅慈（）遺跡へ向かう。そこでは、ツカサの息子・ユウトと、遺跡の土地を買収したと語るインターネットテレビオーナーの男・カルロス黒崎も居合わせていた。
遺跡内で一行が見つけたのは、古の巨人・ティガの石像と玉座に据えられた青い石だったが、黒崎がそれを持ち去ってしまったことで、地底に封じられていた閻魔獣ザイゴーグが復活する。大地とエックスはザイゴーグと戦うが、その強烈無比な力の前に為す術もなく敗北したうえ、エクスデバイザーを腐蝕させられたことで、大地はエックスとユナイトできなくなってしまう。
さらにザイゴーグは青い石を狙い、それを持つ黒崎がいる東京・カルロスタワーへ向かう。最後の希望である青い石を守るため、Xioはザイゴーグ要撃作戦「黄泉三号」を開始し、アスナはツカサとともに青い石を取り返すためにカルロスタワーへ向かう。

### ゲストキャラクター
玉城 ツカサ（）
芭羅慈遺跡を調査する東都大学の考古学者。遺跡内の碑文を解読できるほどの知識人である反面、早とちりや物事のスケールに見合わない天然発言をしたり、よく転ぶなどドジな面もある。
無断でフィールドワークの現場についてくるユウトに苦労が絶えない。
- 企画段階ではツカサをティガに変身させるという案もあった。

玉城 ユウト（）
ツカサの息子。母思いで、いつもツカサのことを心配している。
母のフィールドワーク現場から古代からの出土品と思われる物を回収することを趣味としているが、拾ってくるのは古びたワインオープナーやただのビー玉など、ガラクタばかりである。
カルロスタワー倒壊時、母を助けようとした際にガラクタの中に紛れ込んでいた超古代の石の神器がスパークレンスとなり、ウルトラマンティガに変身する。ゴーグアントラーをはじめとする怪獣軍団と戦った。
桐原 冴子（）
カルロス黒崎の秘書。基本的に黒崎の意志には忠実で、格闘戦が得意なアスナを手こずらせるほどの身体能力や運動神経の持ち主。
カルロス黒崎（）
カルロスコミュニケーションズ社長にして、インターネットテレビのオーナーの男。騒動を引き起こした張本人。
低迷する自身のインターネットテレビのアクセス数を稼ぐため、その話題作りを兼ねて芭羅慈遺跡の青い石を持ち去り、ザイゴーグの封印を解いてしまう。
ロマンや冒険に目が無く、そのためなら周囲の意見を聞かず、迷惑も顧みない強欲かつ自分勝手な性格であるが、カルロスタワー倒壊時には鉄骨の下敷きになったツカサを助けようとしたり、ザイゴーグに追い込まれたエックスたちに対して率先して激励するなど、根は悪人ではない。
- 本作品は明るい作風を志向したことから、黒崎も憎めないキャラクターとして創作された。初期案ではカルロスがイーヴィルティガに変身して奮闘するという展開も検討されていたが、『ティガ』第44話のストーリーと似たものになってしまうとの判断から不採用となった。これについて黒崎役のマイケル富岡は「偽物でもいいから、自分も（ウルトラマンに）変身したかった」と惜しんでいた。

### 登場ヒーロー（映画）
ウルトラマン
ウルトラマンティガ
- マルチタイプ
- スカイタイプ
- パワータイプ

ウルトラマンゼロ
ウルトラマンマックス
ウルトラマンネクサス（ジュネッス）
ウルトラマンビクトリー
ウルトラマンギンガ

### 登場怪獣・宇宙人（映画）
宇宙忍者 バルタン星人

閻魔獣 ザイゴーグ
芭羅慈遺跡に封印されていた、太古の地球に君臨したこの世を地獄に変えると恐れられる怪獣。漢字名では「罪業苦」。
無数の剣山のような背びれの生えた赤と青が混ざった体色の細身の胴体、複数の目が並んだ3本の角を有した頭部、棍棒型の右手が特徴。
口から赤黒い凄まじい威力を誇る血のような破壊光線を吐き、胸の発光器官からは火炎弾を撃つほか、その胸を口のように開いて絡め取った相手のエネルギーを吸収する触手を伸ばす。格闘戦では右手の棍棒を振り回して相手を攻撃するなど、その戦闘能力はきわめて高い。さらには、ミサイルのように発射した背中のトゲから閻魔分身獣と呼ばれる怪獣を生み出す能力を持つ。口の熱線で地面を溶かし、そこから地中へ潜行することが可能。
カルロス黒崎が遺跡の要である青い石を私欲のために動かしたことで封印が解け、復活を遂げる。エクシードXを一蹴した後、自らを封印した碧石を破壊するべく分身として生み出したゴーグファイヤーゴルザやゴーグアントラーと共にカルロスタワーへ進撃し、ウルトラマンエックス、ウルトラマン、ウルトラマンティガと3対3の乱戦を繰り広げた後、エックスと格闘戦を繰り広げる。エックスのザナディウム光線を平然と受け止め、触手でウルトラマンとティガのエネルギーを吸収し、エックスにも背びれを飛ばして大ダメージを与え、追い詰める。しかし、ベータスパークアーマーを装着したエックスには敵わず、触手を切断されたうえに右腕も切断されたことで、形勢が逆転する。最後は破壊光線をエックスに放つもベータスパークソードから発生したバリアに防がれ、ベータスパークアローを受けて爆散する。
- 地獄をモチーフとしており、名前もそのローマ字表記 (ZIGOKU) をもじっている。角は鬼、右手は鬼の金棒、背中は針の山、尾は鋸、口は血の池地獄、眼は無間地獄の64の眼を持つ鬼をそれぞれ表している。『ウルトラマン』の登場怪獣のイメージも取り入れられており、顔はネロンガ、眼はバルタン星人、胸はグリーンモンス、触手や尾はスフラン、腕のひだはレッドキングをそれぞれ意識している。背中のトゲのみ、ウルトラ怪獣ではなく東宝映画『大怪獣バラン』のバランをモチーフとしている。全体的な姿は、劇場版の前作『劇場版 ウルトラマンギンガS 決戦!ウルトラ10勇士!!』に登場したエタルガーが人型であったため、オーソドックスな怪獣体型としている。また、打ち合わせ時に『ウルトラマンゼロ THE MOVIE 超決戦!ベリアル銀河帝国』のアークベリアルのソフビ人形を用いていたため、そのイメージも取り入れられている。
- 鳴き声は、地獄の大魔王が高笑いしている様子をイメージしている。
- 監督の田口清隆による裏設定では、大地の想いが通じずエクスラッガーが効かないとされている。
- テレビアニメ『SSSS.GRIDMAN』第6話では、内海将が親戚の子供とザイゴーグのフィギュアで遊んでいる。

『ウルトラマンジード』に登場するザイゴーグ
『ウルトラマンジード』第18話「夢を継ぐ者」に登場。
伏井出ケイの怪獣カプセルにより、召喚される。武器は右腕のゴーグレグジスや口から放つブラディフラッディングなど。
ダダの駆るレギオノイド ダダ・カスタマイズを難なく撃破したうえ、ケイがフュージョンライズしたサンダーキラーとの共闘でウルトラマンジード プリミティブを苦しめるが、ジードがロイヤルメガマスターへ移行すると形勢が逆転し、最後はランススパークを受けて爆散する。
- スーツは、その後『劇場版 ウルトラマンR/B セレクト 絆のクリスタル』のスネークダークネスに改造された。

閻魔分身獣 ゴーグファイヤーゴルザ
閻魔分身獣 ゴーグアントラー
閻魔分身獣 ツルギデマーガ

デザストロ
劇中ラストに名前のみ登場する謎の怪獣。「宇宙のバランスを維持する」という本来の使命を果たすために大地たちと別れたエックスとケンタウロス星付近で遭遇し、発見されるやいなやワームホールへ逃亡し、地球を目指して進行を開始しているという。
『劇場版 ウルトラマンオーブ 絆の力、おかりします!』の作中でも、存在が言及されている。ラストでは『オーブ』世界の地球に迫っていることがウルトラマンゼロによって語られ、それを知ったオーブがゼロと共に迎撃に向かうことになる。
- 『ウルトラマンオーブ』でもメイン監督を担当した田口清隆とメインライターの中野貴雄による私案「エピソード10構想」では、第8章に登場。『絆の力、おかりします!』から続く形で、エックス、オーブ、ゼロらと戦う。同作品では別名が超空大凶獣と設定されており、驚くべき正体が存在するという。

### 登場アイテム・劇中用語（映画）
芭羅慈遺跡（）
秋田県・芭羅慈村（）で発見された古代遺跡。そこには地獄が封じられたと伝えられており、それを見守るかのように遺跡内には古の巨人・ティガの石像が祀られている。
- 名称や青い石などの要素は『ウルトラマン』第7話に登場する幻の町バラージを、ティガの石像やピラミッドは『ウルトラマンティガ』第1話に登場するティガの地をモデルとしている。

カルロスコミュニケーションズ
カルロス黒崎が社長を務めるインターネットテレビ放送会社。本社ビルであるカルロスタワーは東京都、ひいては首都圏の中心に位置するシンボルでもある。
カルロス黒崎のワールド・ミステリーQ
カルロスコミュニケーションズが放送するWeb番組。芭羅慈遺跡の碧石を取り上げるもアクセス数は思うように伸びず、「動物ほのぼのチャンネル」に敗れている。
黄泉三号
Xioが決行したザイゴーグ要撃作戦の名称。
ベータスパークソード
エクスパークレンスとエクスベータカプセルを合体させた剣。これを完成させることによって、エクシードXがベータスパークアーマーを装着する。
エクスパークレンス
ウルトラマンティガのサイバーカードから生み出された変身アイテム。
エクスベータカプセル
ウルトラマンのサイバーカードから生み出された変身アイテム。

### キャスト（映画）
- 大空大地 - 高橋健介
- 山瀬アスナ - 坂ノ上茜
- 風間ワタル - 細田善彦
- 貴島ハヤト - 松本享恭
- 三日月マモル - 原田隼人
- 高田ルイ - 百川晴香
- 山岸タケル - TAKERU
- 松戸チアキ - 瀬下千晶
- 橘さゆり - 月船さらら
- 神木正太郎 - 神尾佑
- 玉城ツカサ - 吉本多香美
- 玉城ユウト - 高木星来
- 桐原冴子 - 中山由香
- 大空鷹志 - 柳憂怜（写真出演）
- 大空遥 - 越智静香（写真出演）
- 大空大地（幼少期） - 一瀬礼旺（写真出演）
- 「カルロス黒崎のワールド・ミステリーQ」司会[注釈 16] - 西島まどか
- 黒崎のパトロン[注釈 16] - 古賀あかね、小林レイミ、芝彰子、小出奈央
- 番組アシスタントの女性[注釈 30][注釈 16] - 寺田浩子
- 撮影クルー[注釈 16] - 栃原智
- カメラマン[注釈 16] - 赤山健太
- 照明スタッフ[注釈 16] - 藤澤太郎[注釈 31]
- 録音スタッフ[注釈 16] - 國重光司
- 「動物ほのぼのチャンネル」の犬 - むーちゃん[注釈 17]
- カルロス黒崎 - マイケル富岡

#### 声の出演（映画）
- ウルトラマンX - 中村悠一
- ファントン星人グルマン - 松本保典
- ナビ音声 / アナウンス - 山村響
- ウルトラマンギンガ - 根岸拓哉
- ウルトラマンゼロ - 宮野真守

#### アクション（映画）
- ウルトラマンX - 岩田栄慶
- 閻魔獣ザイゴーグ - 桑原義樹
- ウルトラマンティガ - 岡部暁
- ウルトラマン - 石川真之介
- 閻魔分身獣ゴーグファイヤーゴルザ - 新井宏幸
- 閻魔分身獣ゴーグアントラー - 梶川賢司
- ファントン星人グルマン - 福島弘之
- 大村将弘
- 寺井大介
- 横尾和則
- 矢﨑大貴
- 福田憲文
- 丸田聡美
- 安達仁美
- 稲庭渉
- 楠村隆太
- 永地悠斗
- 相馬絢也
- 白濱孝次
- 北島一寿

### スタッフ（映画）
- 監督 - 田口清隆
- 脚本 - 中野貴雄、小林雄次、小林弘利
- 監修 - 大岡新一
- 企画 - 猪狩友宏、片野良太（バンダイ）、仲吉治人（バンダイビジュアル）、飯塚寿雄（松竹）
- 制作統括 - 岡崎聖
- チーフプロデューサー - 北浦嗣巳
- プロデューサー - 菊池英次
- 企画協力 - 渋谷浩康、仲井智徳、有澤亮哉、奥永祥正
- 撮影監督 - 髙橋創
- 照明 - 武山弘道
- 美術 - 木場太郎
- 録音 - 星一郎、藤丸和徳
- 編集 - 矢船陽介
- スクリプター - 山内薫
- 操演 - 根岸泉
- 助監督 - 武居正能
- 特撮助監督 - 越知靖
- アクションコーディネート - 岡野弘之
- 視覚効果 - 三輪智章
- VFXコーディネーター - 豊直康
- 特殊造形 - 澗淵隆文、品田冬樹
- キャスティング - 空閑由美子、島田和正
- 衣装 - 江森明日佳、澤井史野
- クレオパトラ衣装製作 - 宮崎真子
- ヘアー・メイク - 梶清恵、きくち好美（吉本多香美担当）
- 装飾 - 大藤邦康
- 持ち道具 - 熊切佑美
- 背景 - 島倉二千六
- 造形 - 山部拓也、小林靖博、山長和徳、亀田義郎
- キャラクターメンテナンス - 福井康之、宮川秀男
- 音響効果 - 古谷友二
- キャラクターデザイン - 後藤正行
- タイトルロゴデザイン - 竹内純
- 劇中テロップデザイン - 井野元大輔
- 画コンテ - なかの★陽、西川伸司、市川智茂、林谷和樹
- 音楽 作・編曲 - 小西貴雄
- 音楽制作 - 鈴木俊太郎（rooM78）
- スチール - 橋本賢司
- メイキング - 島崎淳、太谷公亮
- アシスタントプロデューサー - 鶴田幸伸、村山和之、手島光一
- 映像協力 - クーン・フィリップ、クーン・ガブリエラ、クーン・ロレーン、マルティ・クリストフ、中野研一、加部勇一郎、西川伸司
- VFX・CG - 日本映像クリエイティブ、アンダーグラフ、キュー・テック、林デジタル工務店、有限会社イコナ、株式会社 幻影、TSUBAKI、MAGNUS-AGRI
- 車輌協力 - 日産自動車
- カースタント - 高橋レーシング
- ミニチュア - マーブリング・ファインアーツ
- 特機 - 宗特機
- ノートパソコン協力 - 日本マイクロソフト
- 技術協力 - IMAGICA
- 美術協力 - アートフォー
- 宣伝協力 - 円谷プロダクション・ライブエンターテインメントグループ代理店各社（エンターゲート、イフ、手取観光、株式会社無限、株式会社キャップス、オフィスプレーン、森次エンターテインメント、ReVe、有限会社CAPS、アクトレイ、シーズ・ライブ、シーズ琉球ライブ）
- 特撮スタジオ - 日活調布撮影所
- ロケ協力 - 秦野フィルムコミッション、はだのクリーンセンター、富士急グループ プレジャーフォレスト、明星大学、所沢市民文化センター ミューズ、木更津市
- ウルトラマン基金 特別協力 - 村瀬耕平（電通キャスティングアンドエンタテインメント）
- 「劇場版 ウルトラマンX」製作委員会（円谷プロダクション・バンダイ・バンダイビジュアル・松竹）
- 配給 - 松竹メディア事業部
- 制作 - 円谷プロダクション

### 音楽（映画）
主題歌「Unite 〜君とつながるために〜」
作詞 - TAKERU、瀬下千晶 / 作曲・編曲 - 小西貴雄 / 歌 - ボイジャー feat.Project DMM
挿入歌「ウルトラマンX」
作詞 - おちまさと / 作曲・編曲 - 小西貴雄 / 歌 - ボイジャー feat.Project DMM

## なりきりムービー
お子様が実際に映像に登場できる、イベント限定映像作品。ゼロ、ギンガに続くシリーズ第3弾で、第1作は2015年7月開催の『超・体・感 ウルトラマンフェスティバル2015』、第2作は2015年12月31日より開催の『ウルトラヒーローズEXPO2016 ニューイヤーフェスティバル』で発売。
登場キャラクター
- ウルトラマンX - お子様が変身

- ゴモラアーマー（フェスティバル2015）
- エクシードX（EXPO2016）
- ハイブリッドアーマー（EXPO2016）

- バードン（フェスティバル2015）
- グリーザ最終形態（EXPO2016）

## 映像ソフト化
本作品よりテレビ作品映像ソフトの単巻販売が廃止され、BOXセットのみが一般販売される。リリース元はバンダイビジュアル。
| 巻数   | 発売日         | 収録エピソード  | 形態                 | 品番      |
| ------ | -------------- | --------------- | -------------------- | --------- |
| BOX I  | 2015年12月24日 | 第1話 - 第11話  | Blu-ray Disc         | BCXS-1026 |
| BOX I  | 2015年12月24日 | 第1話 - 第11話  | DVD                  | BCBS-4710 |
| BOX II | 2016年3月25日  | 第12話 - 最終話 | Blu-ray Disc         | BCXS-1027 |
| BOX II | 2016年3月25日  | 第12話 - 最終話 | DVD                  | BCBS-4711 |
| -      | 2016年7月22日  | 劇場版          | Blu-rayメモリアルBOX | BCXS-1125 |
| -      | 2016年7月22日  | 劇場版          | Blu-ray Disc通常仕様 | BCXS-1124 |
| -      | 2016年7月22日  | 劇場版          | DVD                  | BCBS-4769 |